# メトロポリタン美術館
座標: 北緯40度46分46秒 西経73度57分47秒 / 北緯40.77944度 西経73.96306度

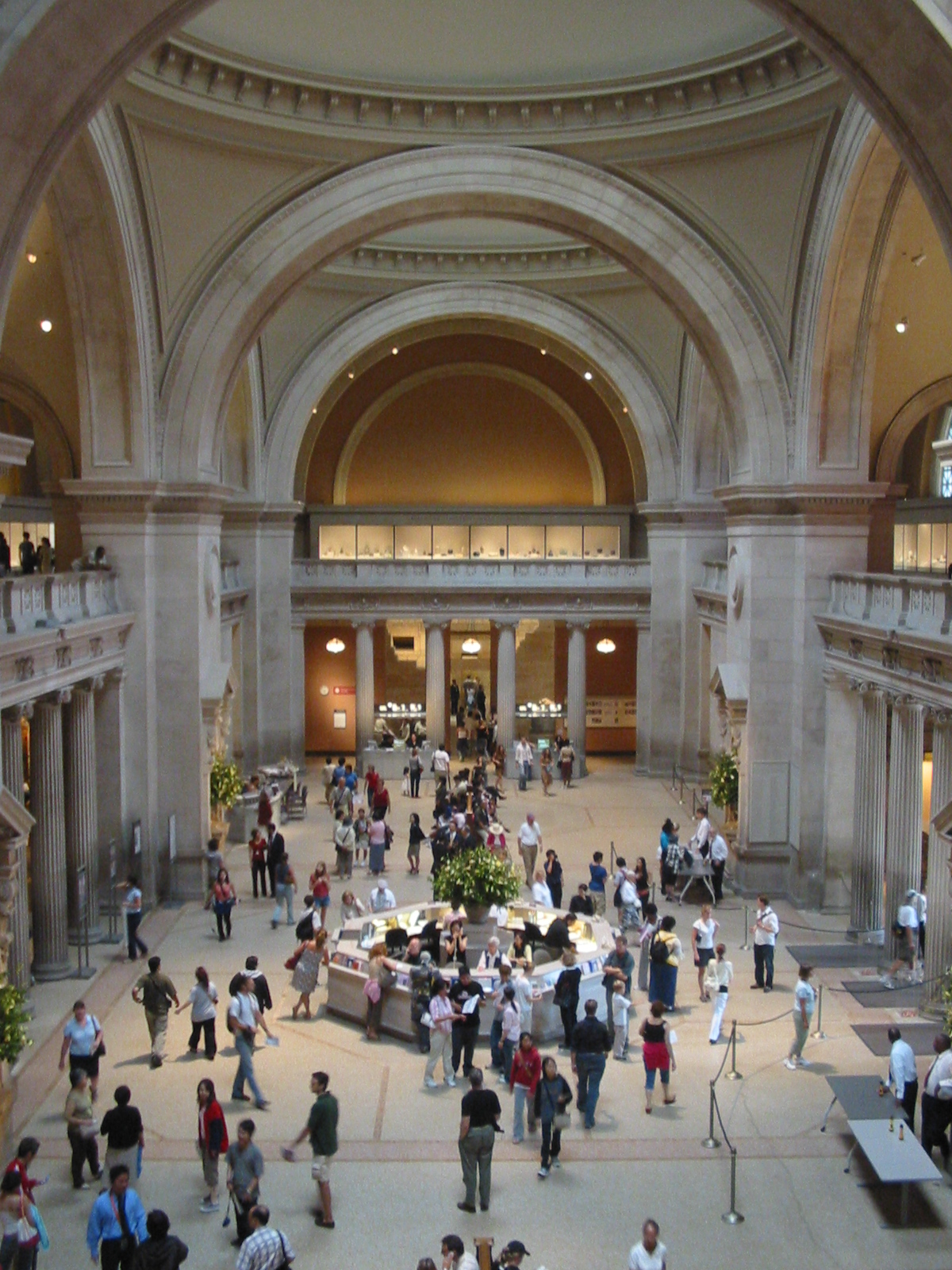
中央ロビー

メトロポリタン美術館（メトロポリタンびじゅつかん、英: The Metropolitan Museum of Art、通称：The Met）は、アメリカ合衆国ニューヨーク市マンハッタンにある世界最大級の美術館。5番街（ミュージアム・マイルの区間）に面するセントラル・パークの東端に位置する。

## 来歴
メトロポリタン美術館の設立構想は、1864年、パリで7月4日のアメリカ独立記念日を祝うために集まったアメリカ人たちの会合の席で提案された。この会合の参加者のひとりだったジョン・ジョンストンは、アメリカに国際的規模の美術館が存在しないことを憂い、メトロポリタン美術館の設立構想を訴えたが、この時点では美術館の建物はおろか、1点の絵画さえ所有していなかった。
美術館は6年後の1870年に開館。その後は基金による購入や、様々なコレクターからの寄贈によって収蔵品数は激増し、関係者達の努力の結果、現在では絵画・彫刻・写真・工芸品ほか家具・楽器・装飾品など300万点の美術品を所蔵。全館を一日で巡るのは難しいほどの規模を誇る、世界最大級の美術館のひとつとなっている。

## 特色
メトロポリタンの特色は、そのコレクションの幅が極めて広く、古今東西問わずあらゆる時代、地域、文明、技法による作品を収集していることにある。そして最大の特色は、これだけの規模の美術館が、国立でも州立でも市立でもない、純然とした私立の美術館である点である。
入館料は長いあいだ「希望額」として掲示されているのみだったが、2018年3月以降、ニューヨーク市民およびニューヨーク近郊の住民以外は支払いが義務化された（大人25ドル、65歳以上17ドル、学生12ドル、12歳未満は無料）。
美術館の運営管理は理事会によって行われている。創立100周年の1970年から始まった大改修計画により、美術館の総床面積は倍増し、さらに充実した展示が可能となった。
ミュージアムショップの充実ぶりも有名。関連書籍、ミニチュア、雑貨などはインターネットによる通信販売でも購入できる。
また、マンハッタン北部ワシントンハイツ地区のフォート・トライオン・パークにはメトロポリタン美術館の別館、「クロイスターズ」があり、フランスやスペインの廃僧院を解体輸送して再構築した建物内には、中世ヨーロッパ美術が展示されている。
更に、旧ホイットニー美術館の建物をリースして、ピカソ作品などのキュビズムを中心としたモダンアート・コンテンポラリーアートの展示を行う別館、 「メット・ブロイヤー」を2016年3月より開館した。

## 構成
- 本館  (Main Building)
  - 常設展示  (Permanent Collections)
    - アメリカ装飾芸術部門  (American Decorative Arts)
    - アメリカ絵画と彫刻部門  (American Paintings and Sculpture)
    - 古代近東芸術部門  (Ancient Near Eastern Art)
    - 武器・鎧部門  (Arms and Armor)
    - アフリカ・オセアニア・アメリカ芸術部門  (Arts of Africa, Oceania, and the Americas)
    - アジア芸術部門  (Asian Art)
    - 衣装研究所部門  (The Costume Institute)
    - スケッチ・絵画部門  (Drawings and Prints)
    - エジプト芸術部門  (Egyptian Art)
    - ヨーロッパ絵画部門  (European Paintings)
    - ヨーロッパ彫刻・装飾芸術部門  (European Sculpture and Decorative Arts)
    - ギリシャ・ローマ芸術部門  (Greek and Roman Art)
    - イスラム美術部門  (Islamic Art)
    - 中世芸術部門  (Medieval Art)
    - 現代美術部門  (Modern Art)
    - 楽器部門  (Musical Instruments)
    - 写真部門  (Photographs)
    - ロバート・レーマン・コレクション  (Robert Lehman Collection)

  - 特別展示  (Special Exhibitions)
  - 図書館  (The Libraries)
- 別館：クロイスターズ  (The Cloisters)

## 主な収蔵品
Category:メトロポリタン美術館所蔵の絵画も参照

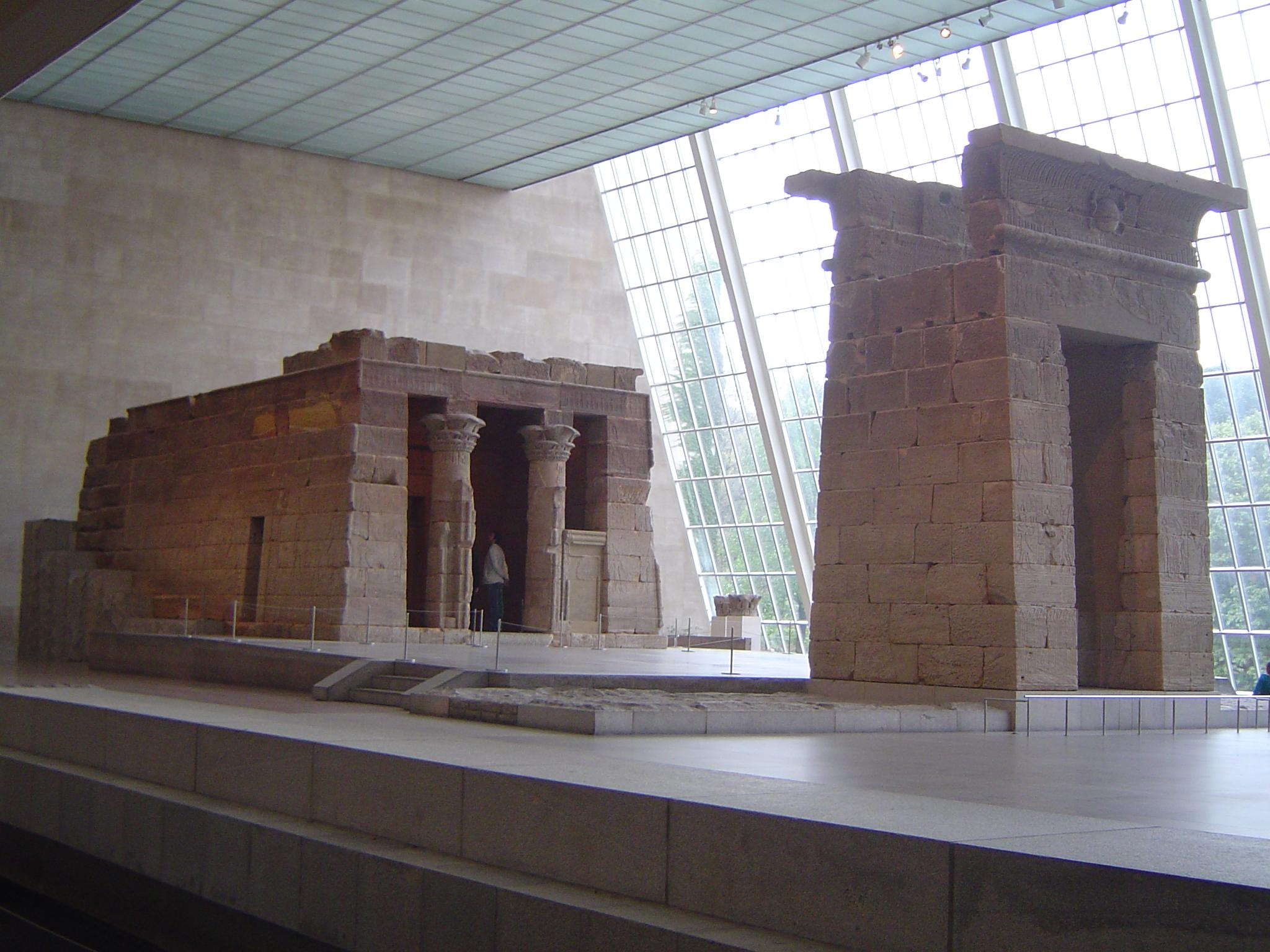
デンドゥール神殿（英語版）、古代エジプト、紀元前1世紀頃
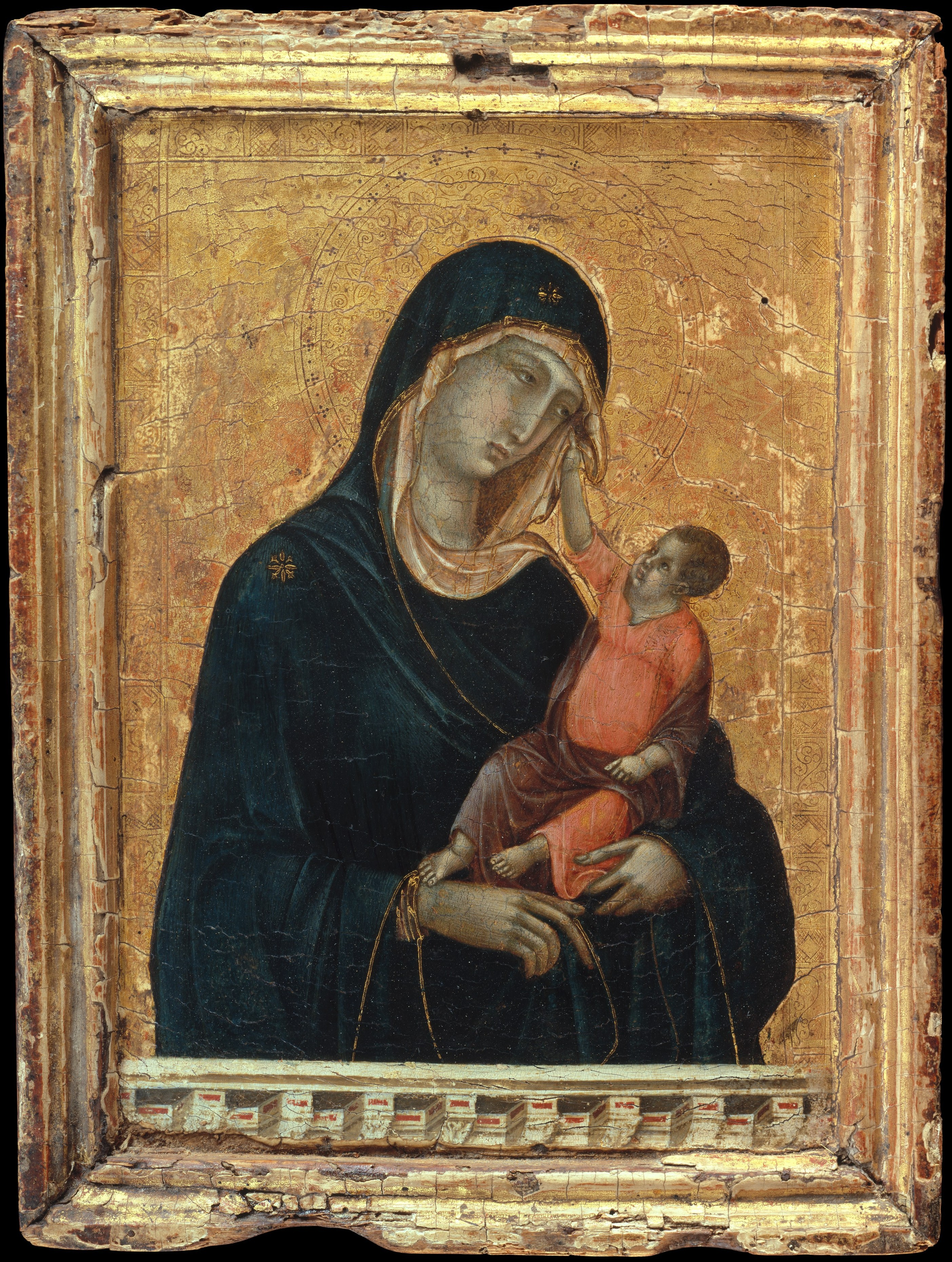
ドゥッチョ・ディ・ブオニンセーニャ『聖母子』1300年
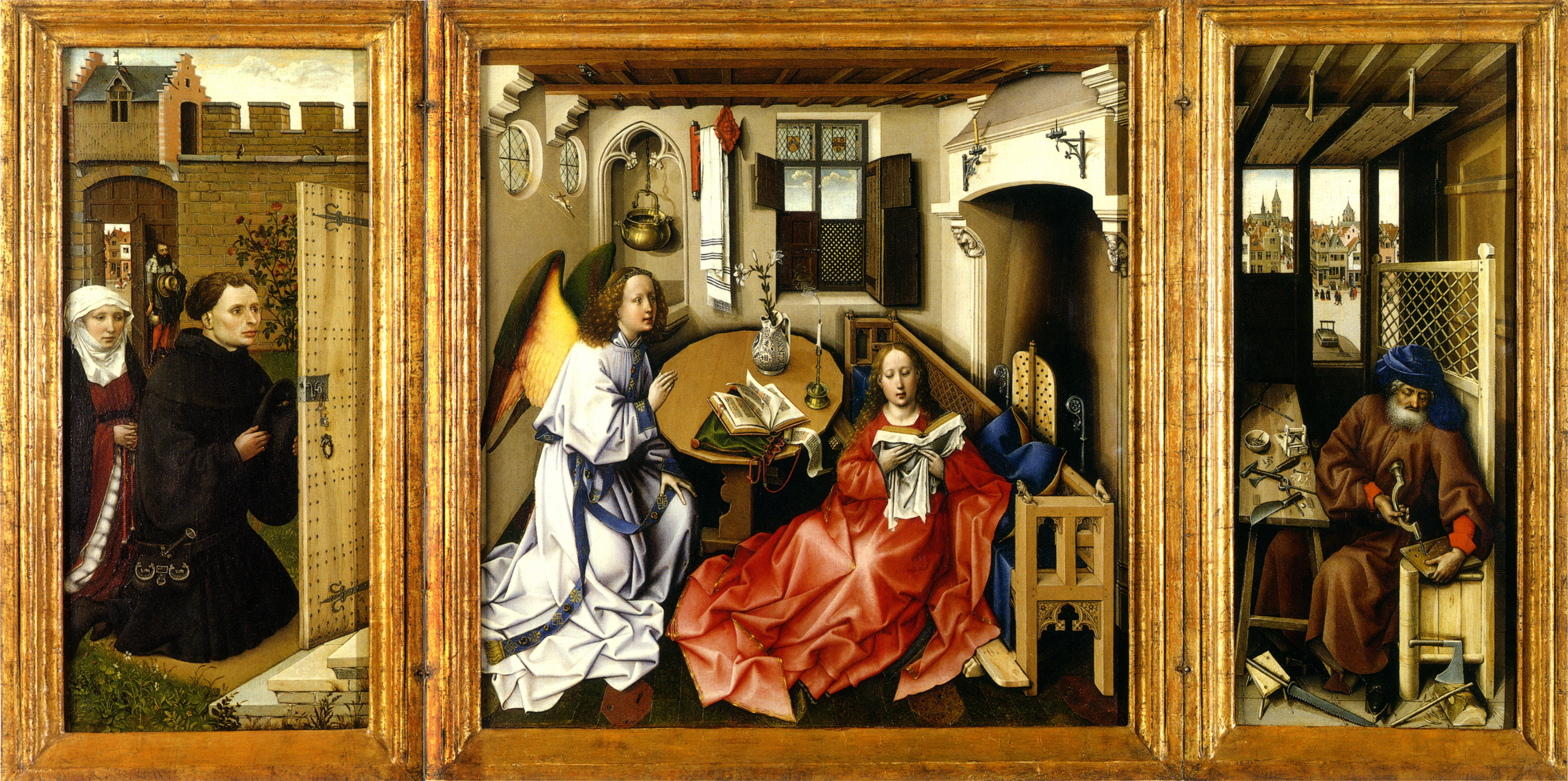
ロベルト・カンピン『メロードの祭壇画』1425年-1428年頃
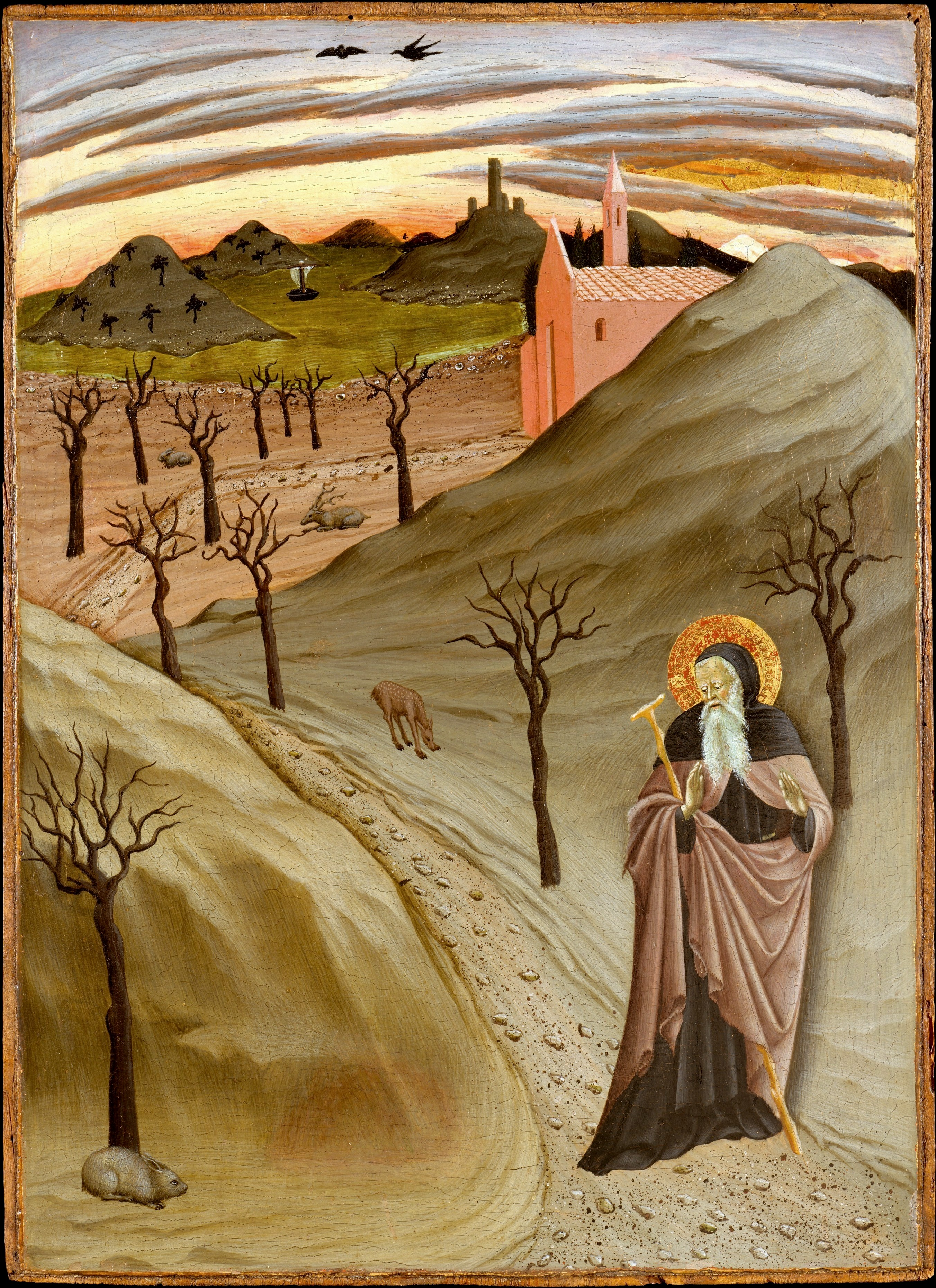
オッセルヴァンツァ聖堂の画家（英語版）『金の山に誘惑される聖アントニウス』1435年頃
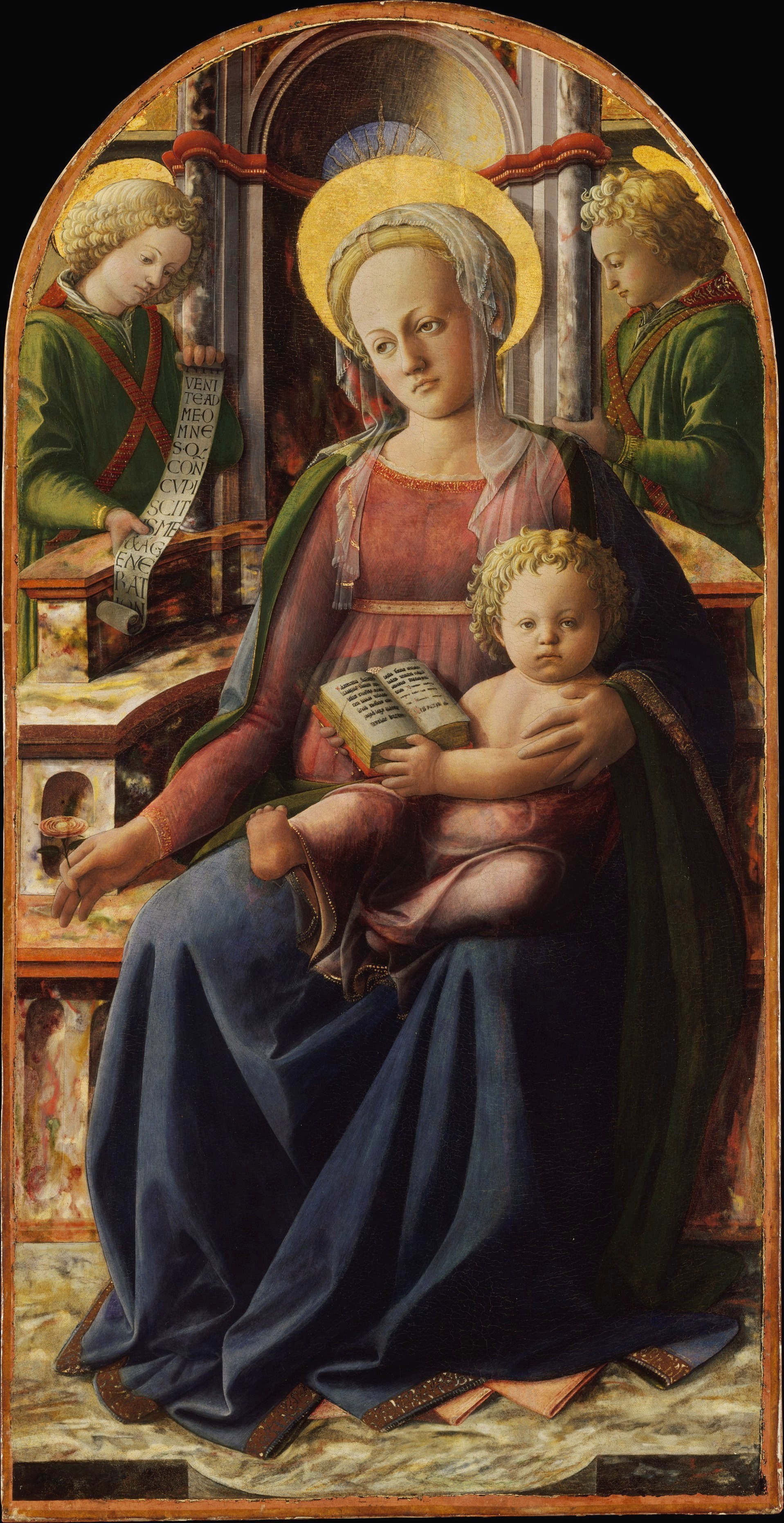
フィリッポ・リッピ『玉座の聖母子と二人の天使』1440年
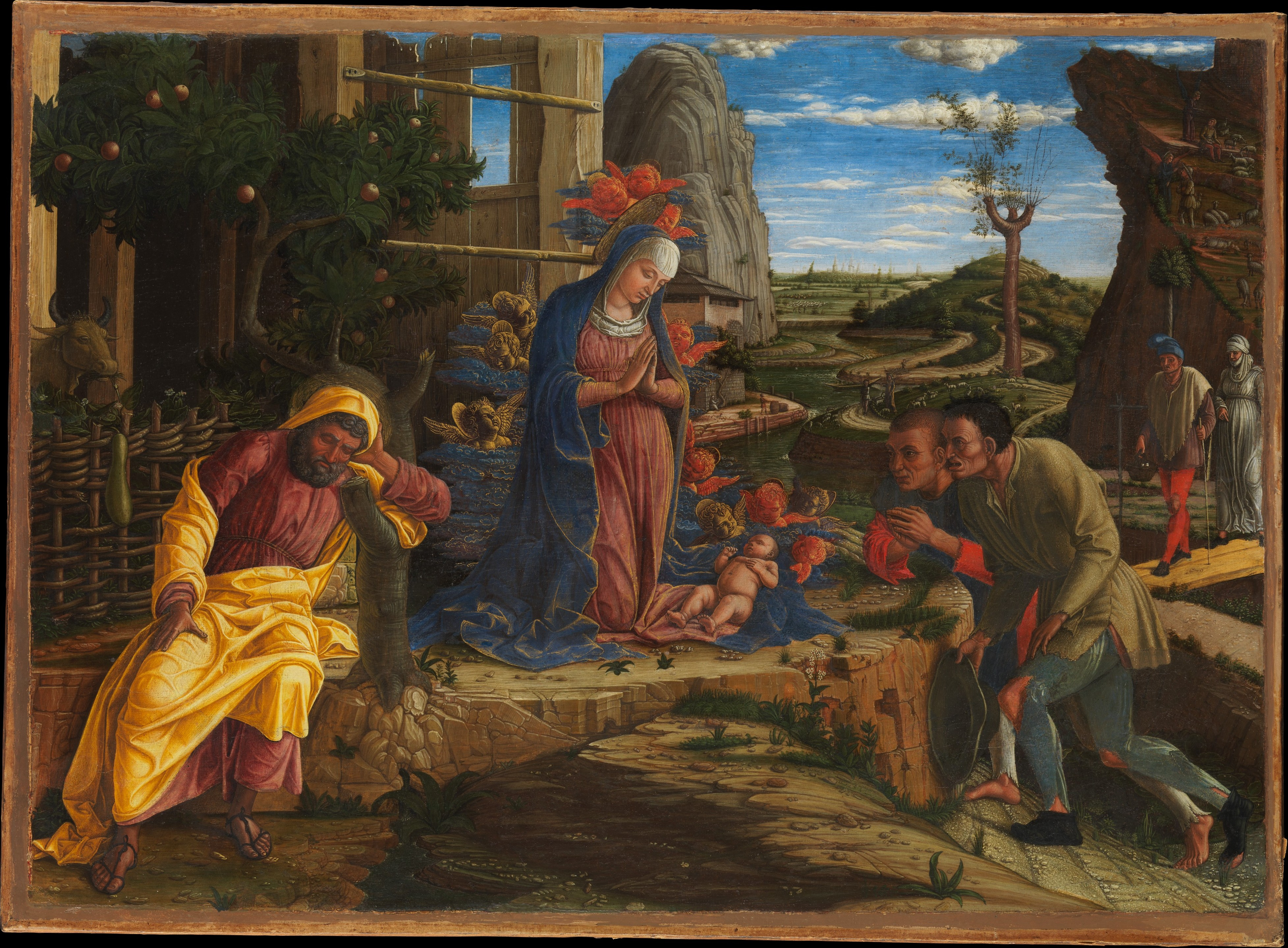
アンドレア・マンテーニャ『羊飼いの礼拝』1451年-1452年
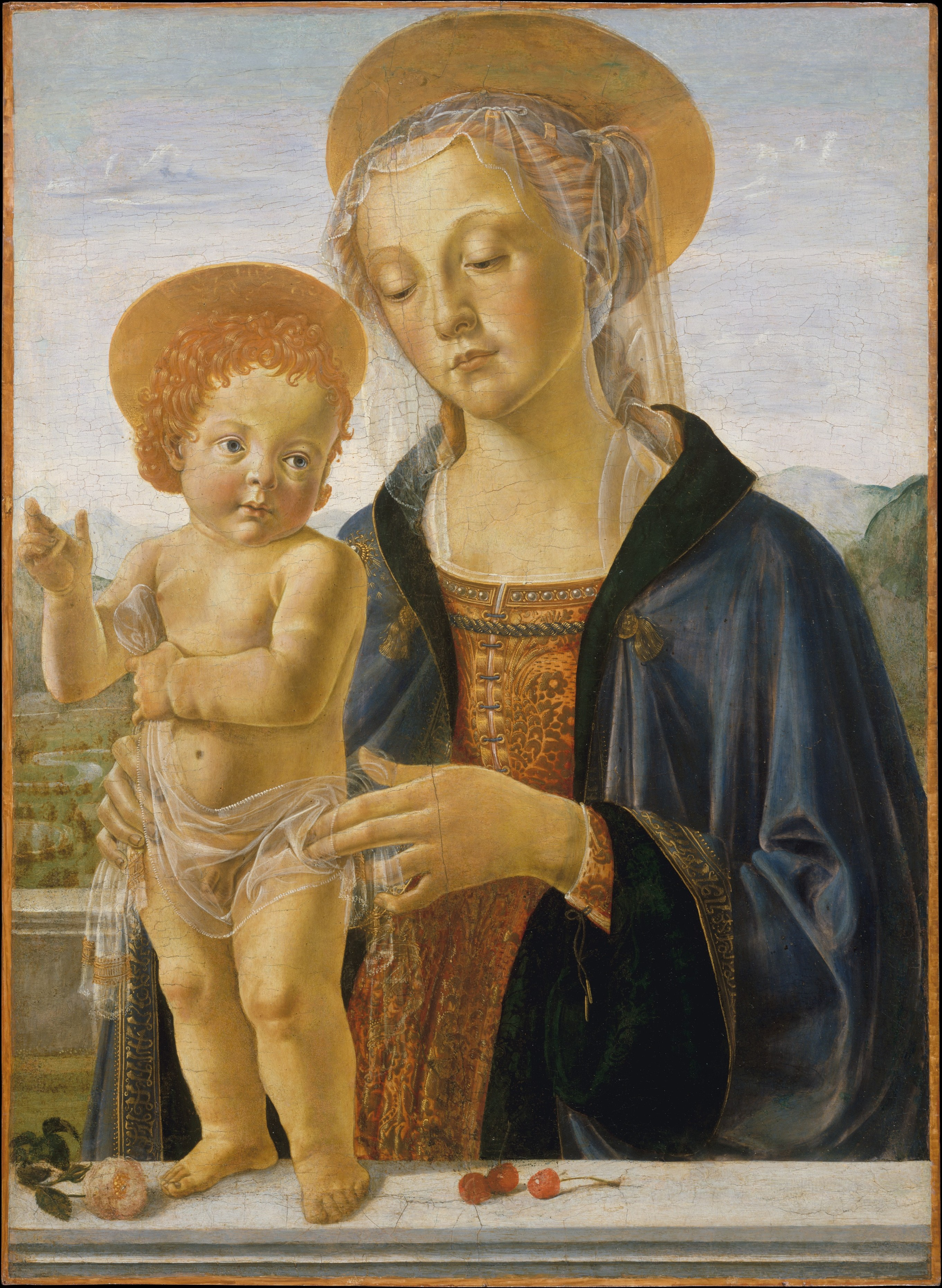
アンドレア・デル・ヴェロッキオの工房『聖母子像』1470年
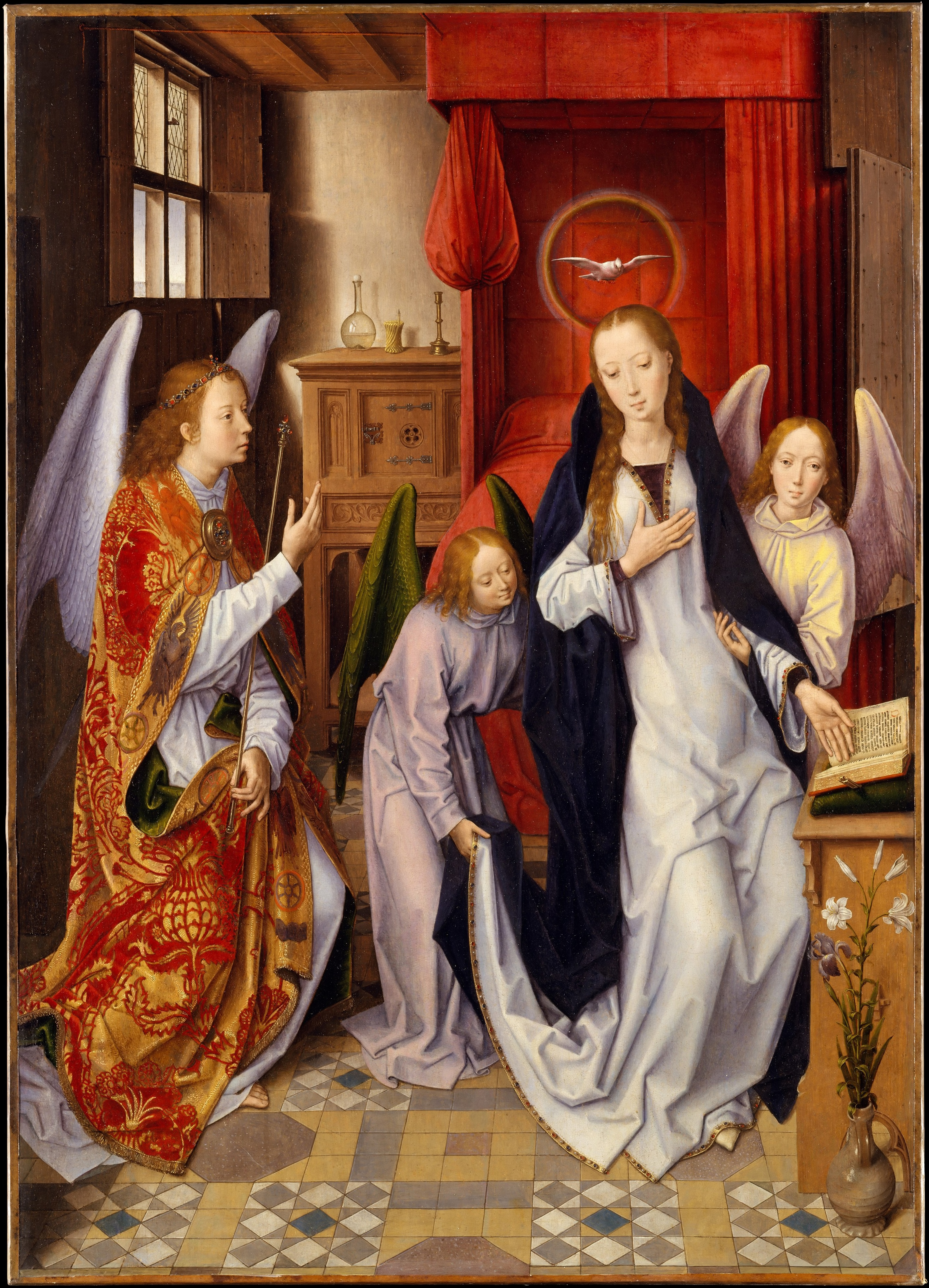
ハンス・メムリンク『受胎告知』1480年代
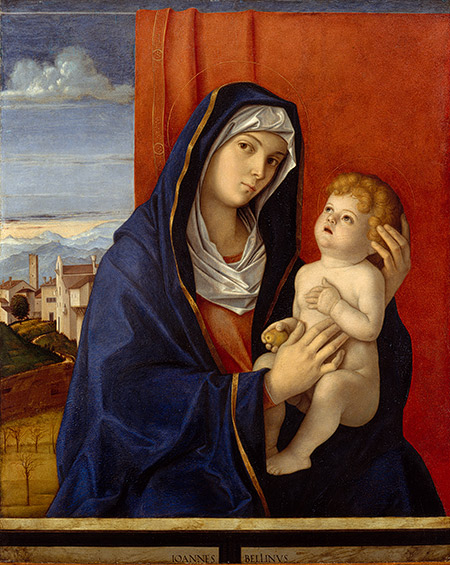
ジョヴァンニ・ベッリーニ『聖母子』1480年代後半
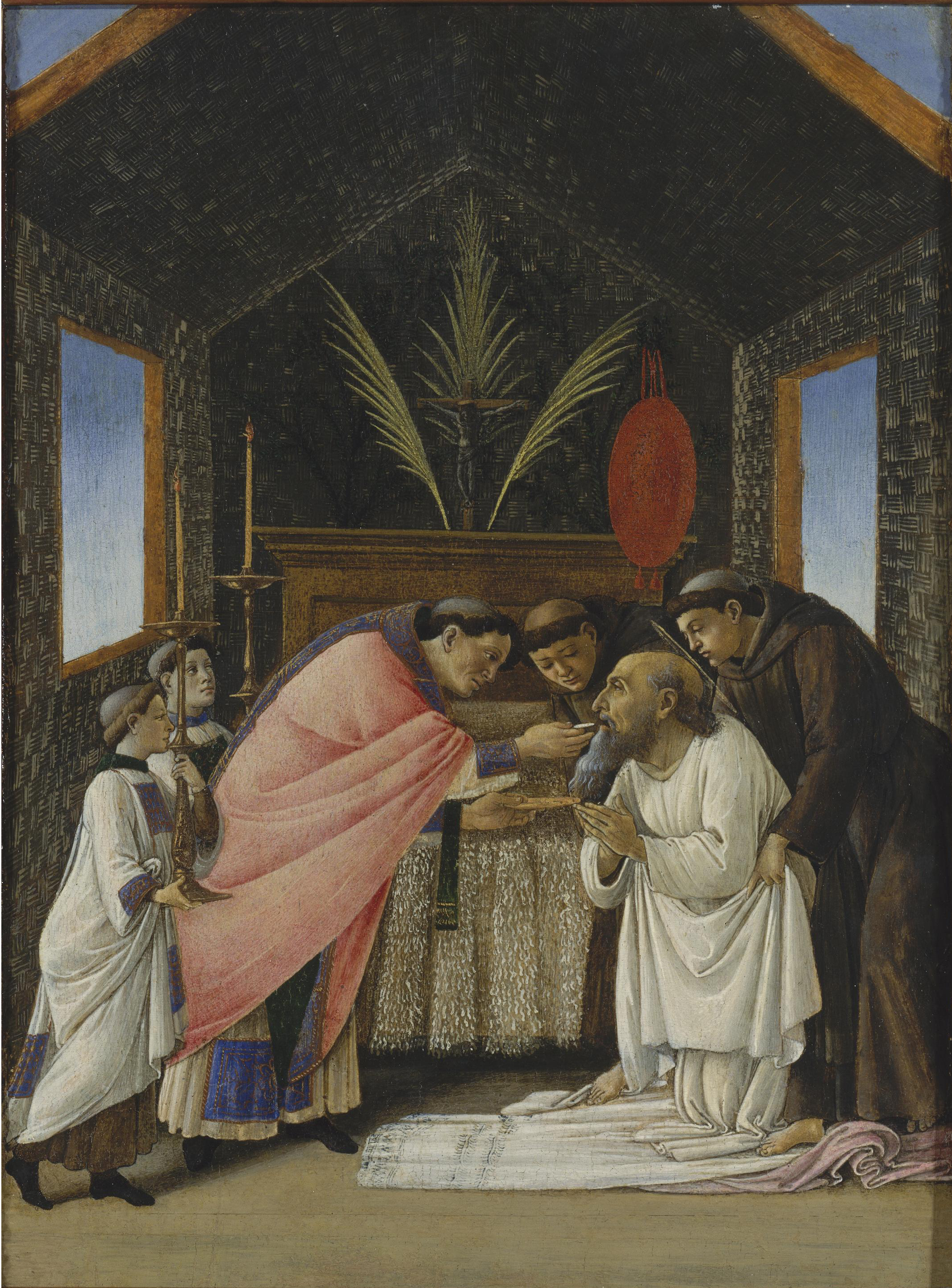
サンドロ・ボッティチェッリ『聖ヒエロニムスの最後の聖体拝領』1494年-1495年頃
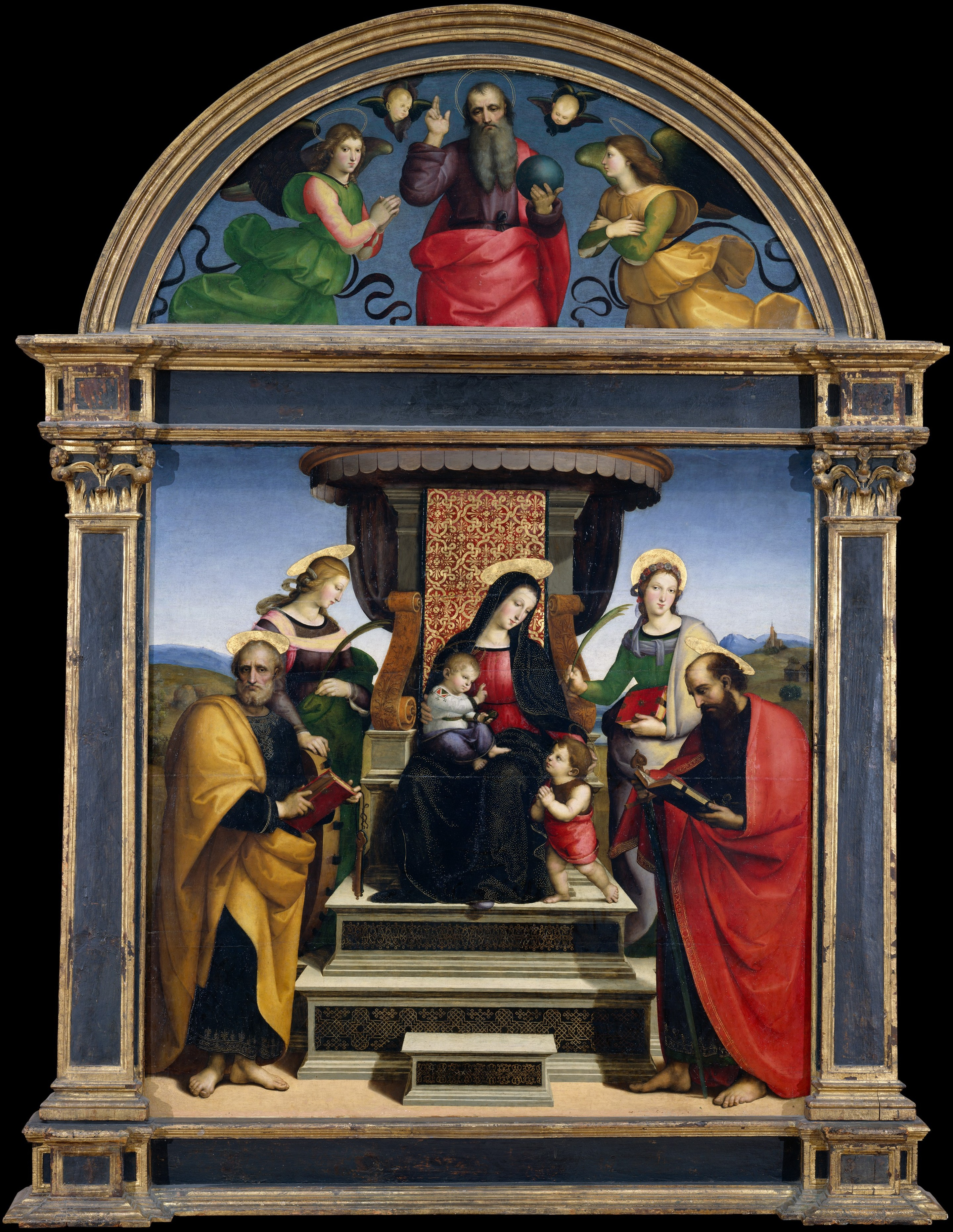
ラファエロ・サンツィオ『コロンナの祭壇画』1504年-1505年頃
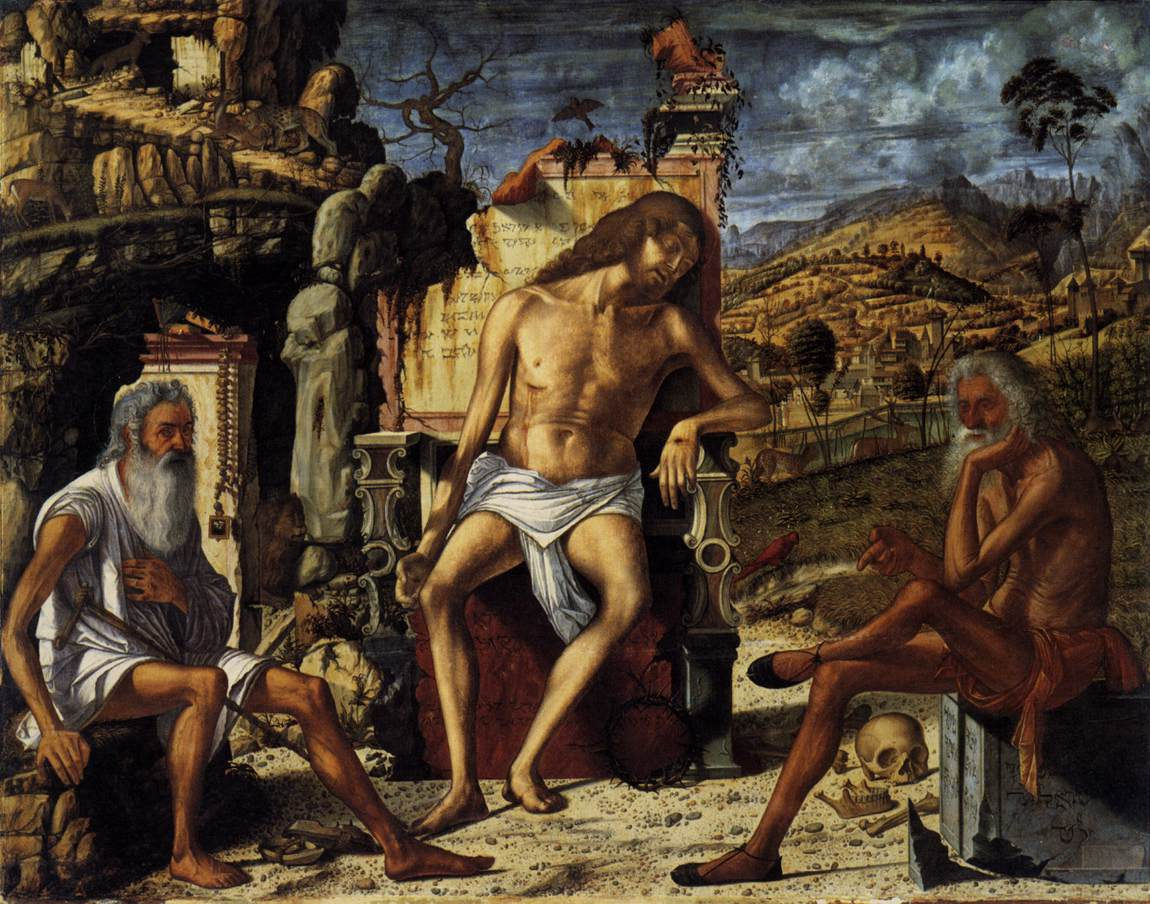
ヴィットーレ・カルパッチョ『キリストの受難の瞑想』1510年頃
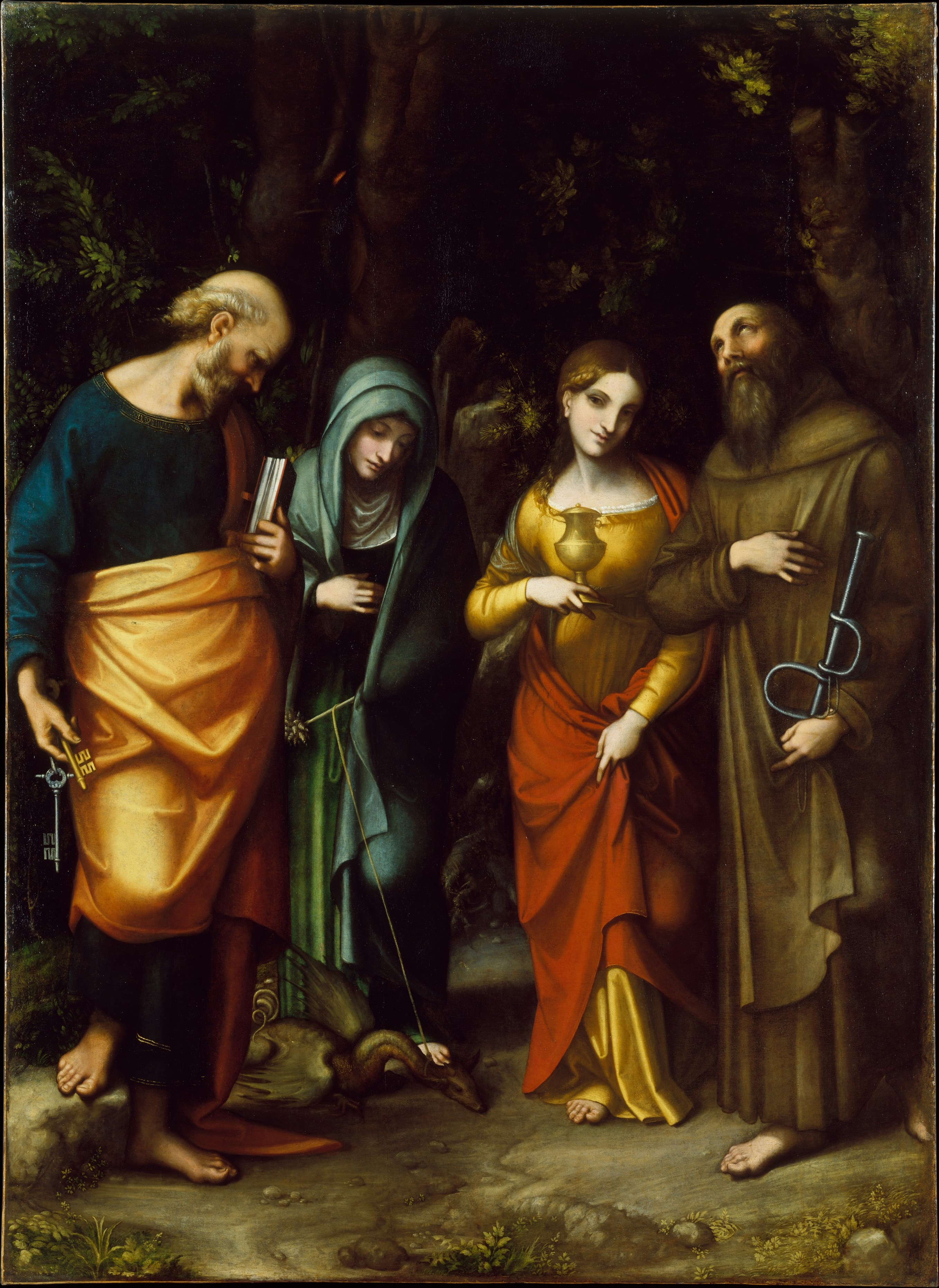
コレッジョ『四聖人』1515年頃
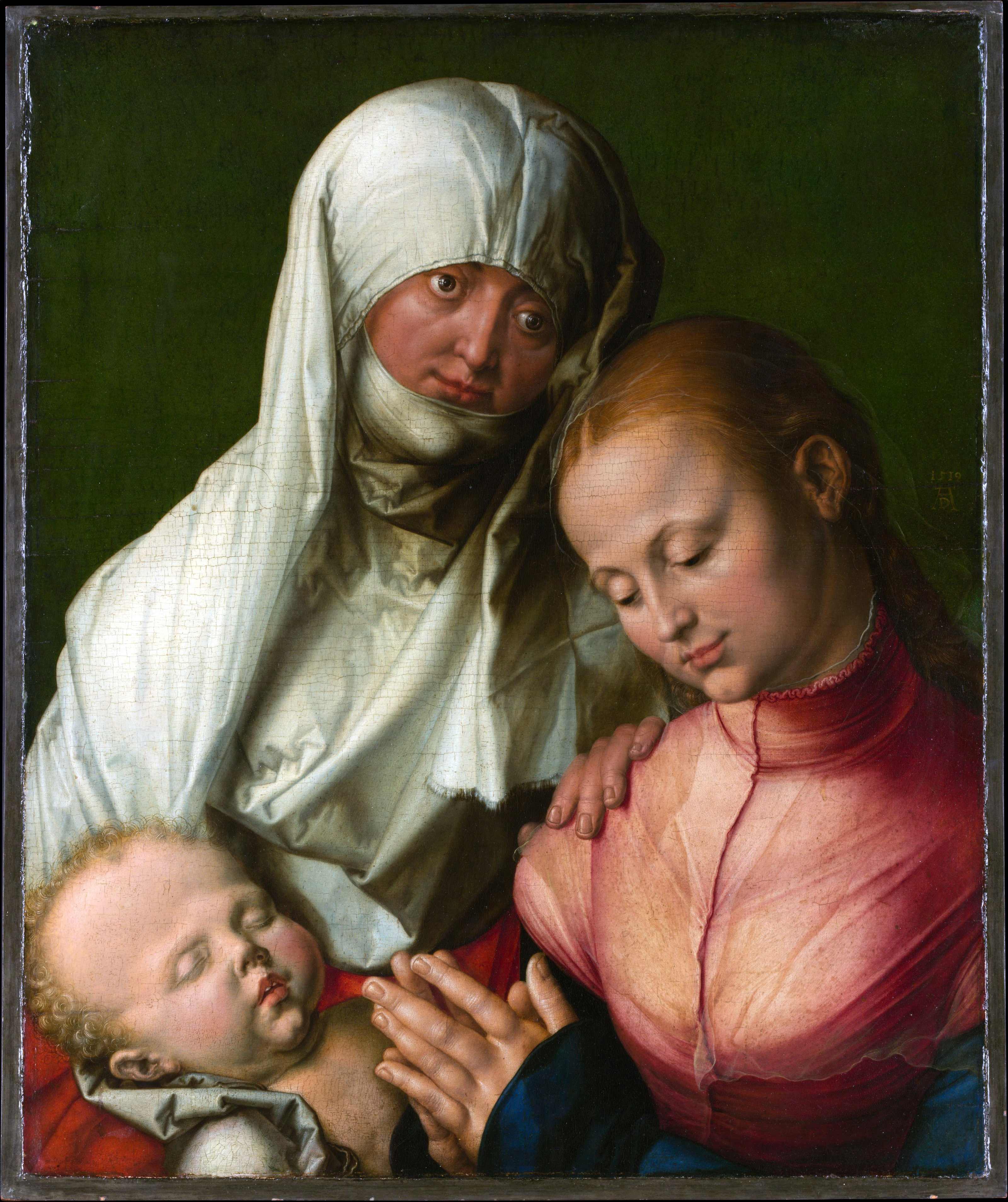
アルブレヒト・デューラー『聖アンナと聖母子』1519年
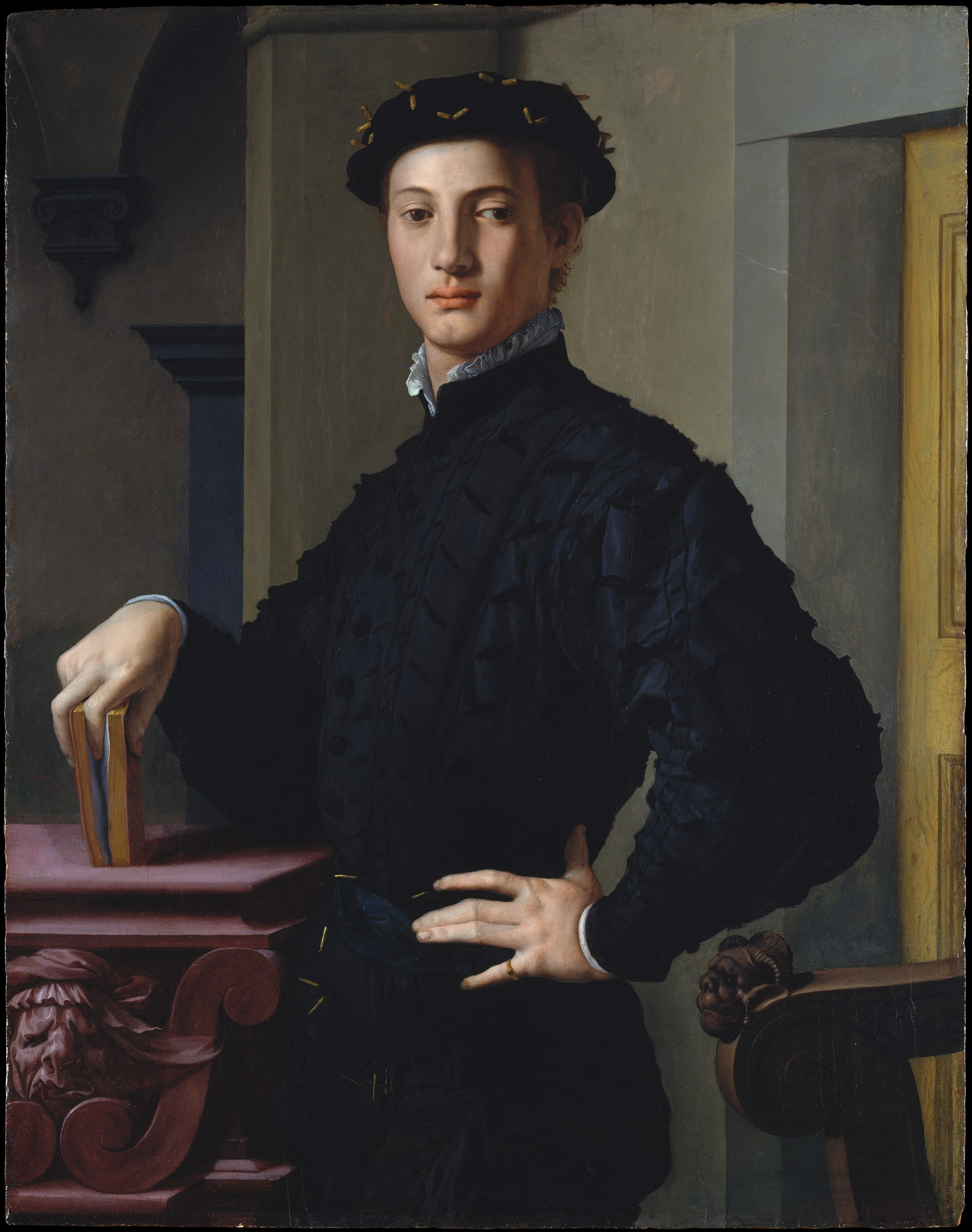
アーニョロ・ブロンズィーノ『本を持つ青年の肖像』1540年
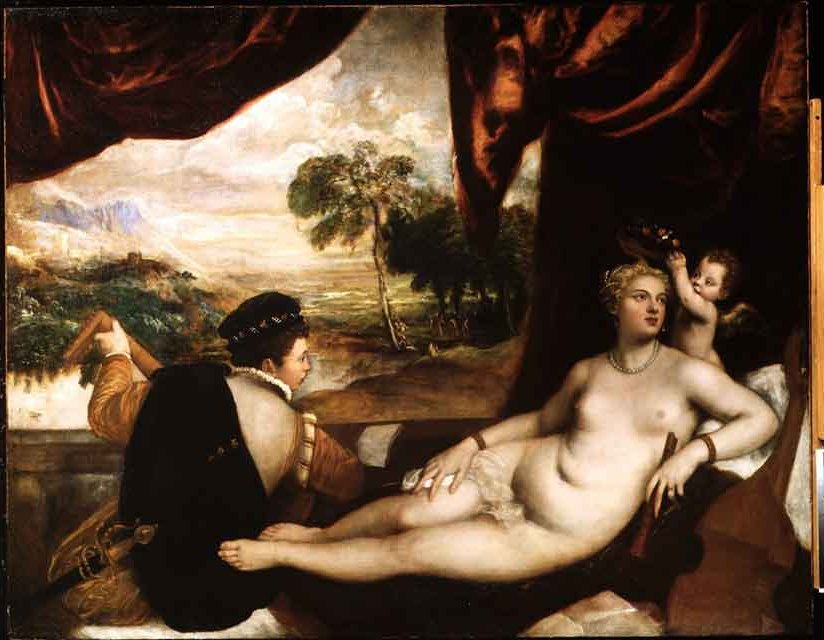
ティツィアーノ・ヴェチェッリオ『ヴィーナスとキューピッドとリュート奏者』1560年
ピーテル・ブリューゲル『穀物の収穫』1565年
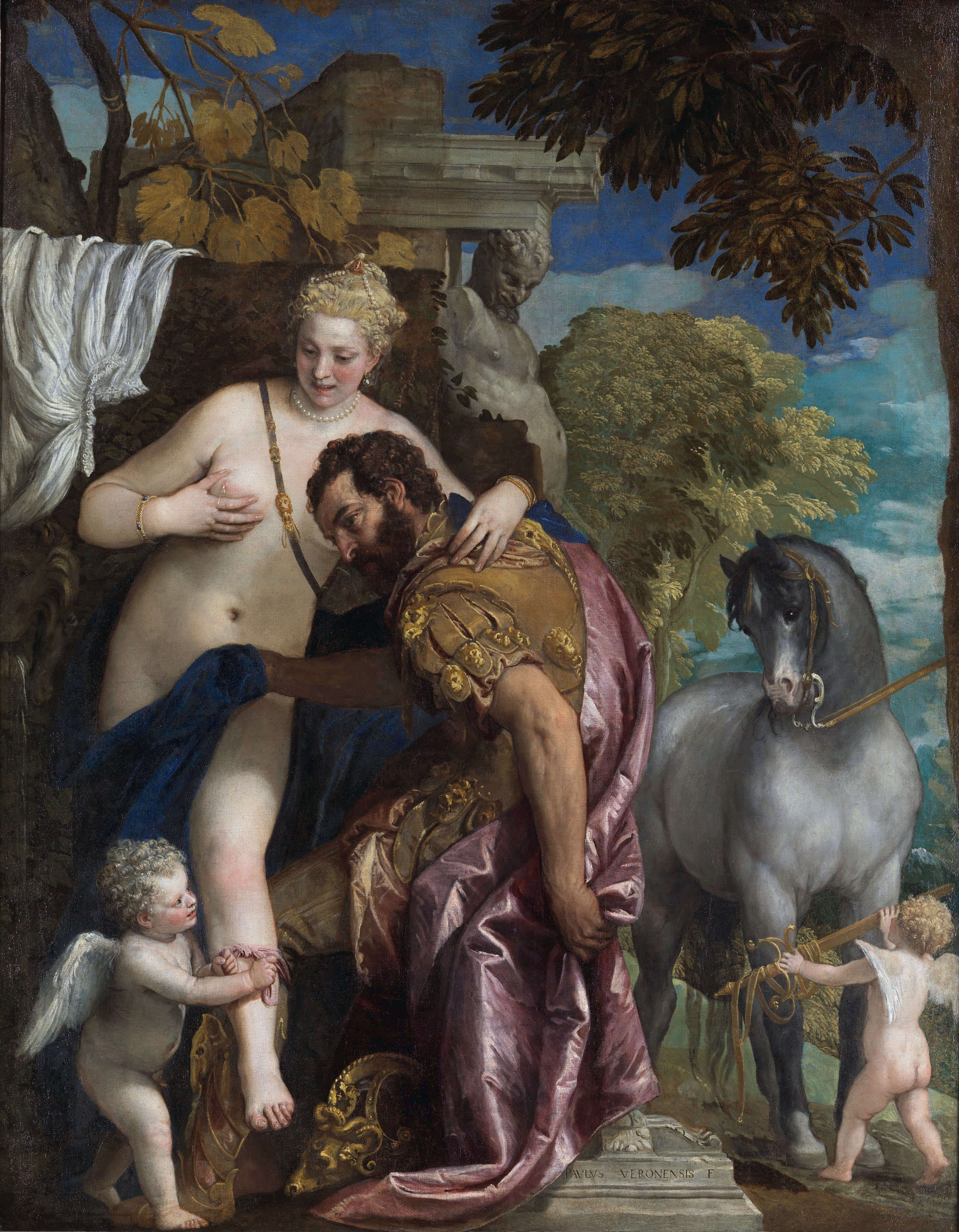
パオロ・ヴェロネーゼ 『キューピッドによって結ばれるマルスとヴィーナス』1570年頃
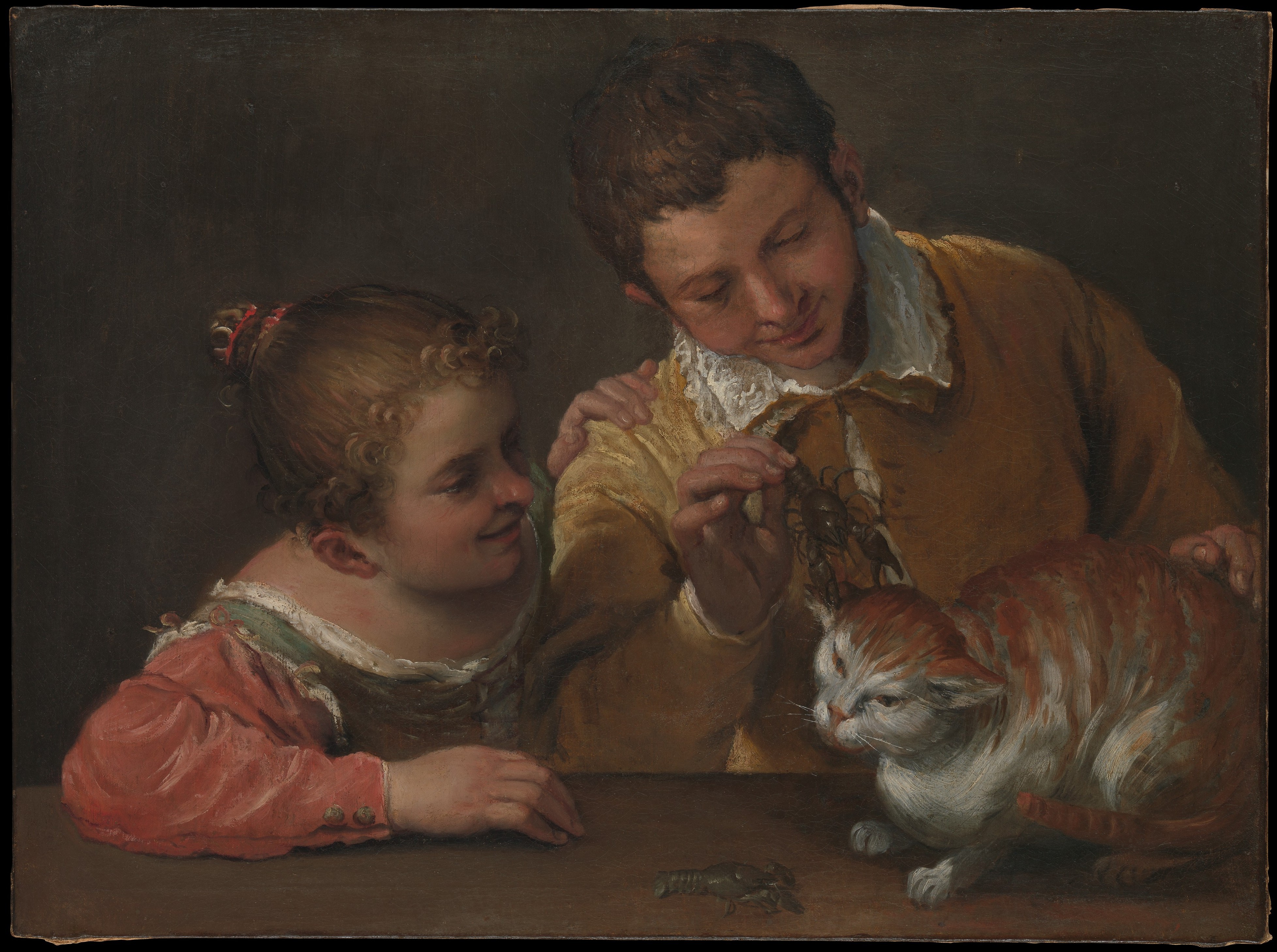
アンニーバレ・カラッチ『猫をからかう二人の子ども』1587-1588年頃
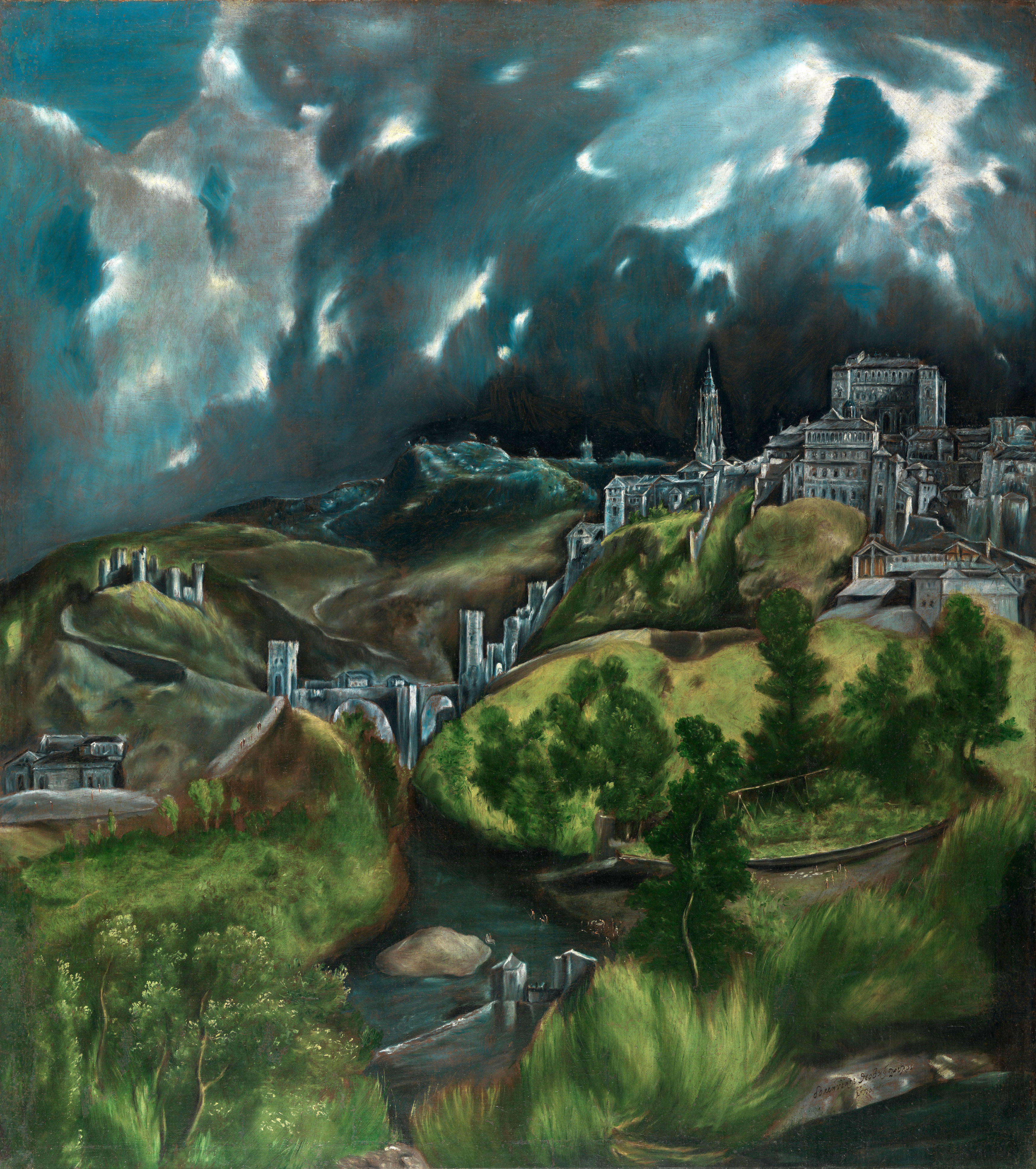
エル・グレコ『トレド風景』1597年-1599年
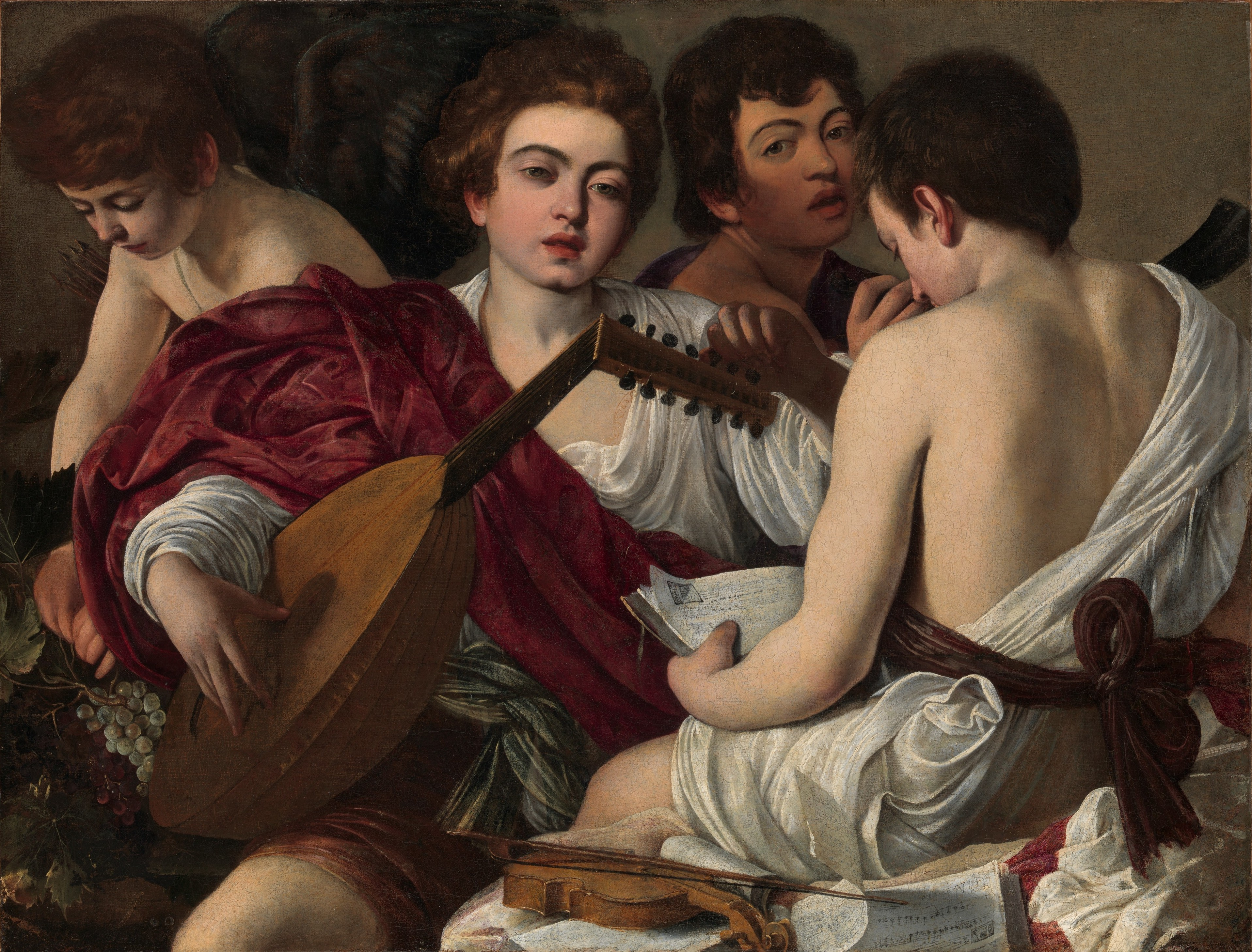
ミケランジェロ・メリージ・ダ・カラヴァッジョ『奏楽者たち』1595年頃
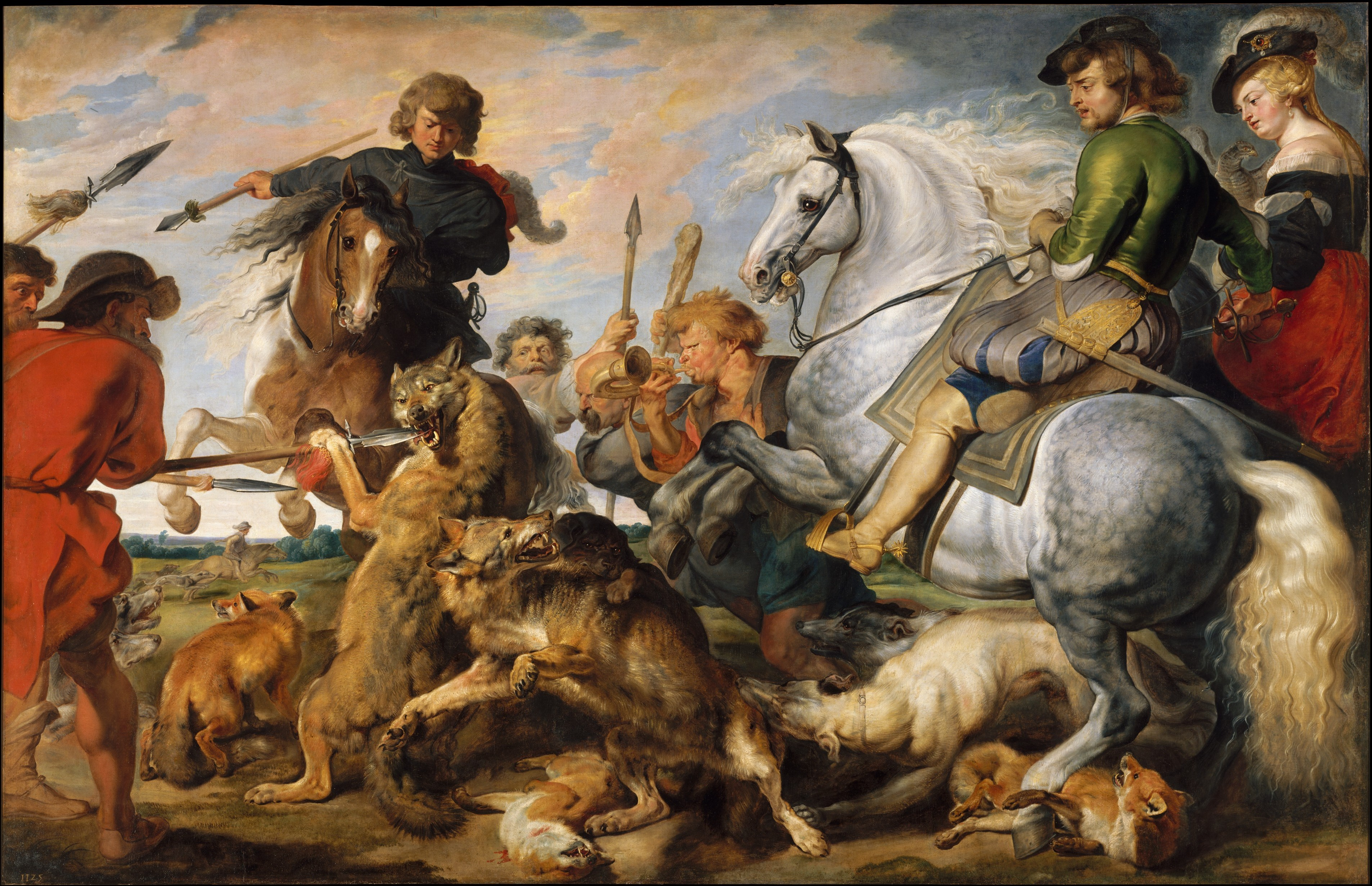
ピーテル・パウル・ルーベンス『狼と狐狩り』1616年頃
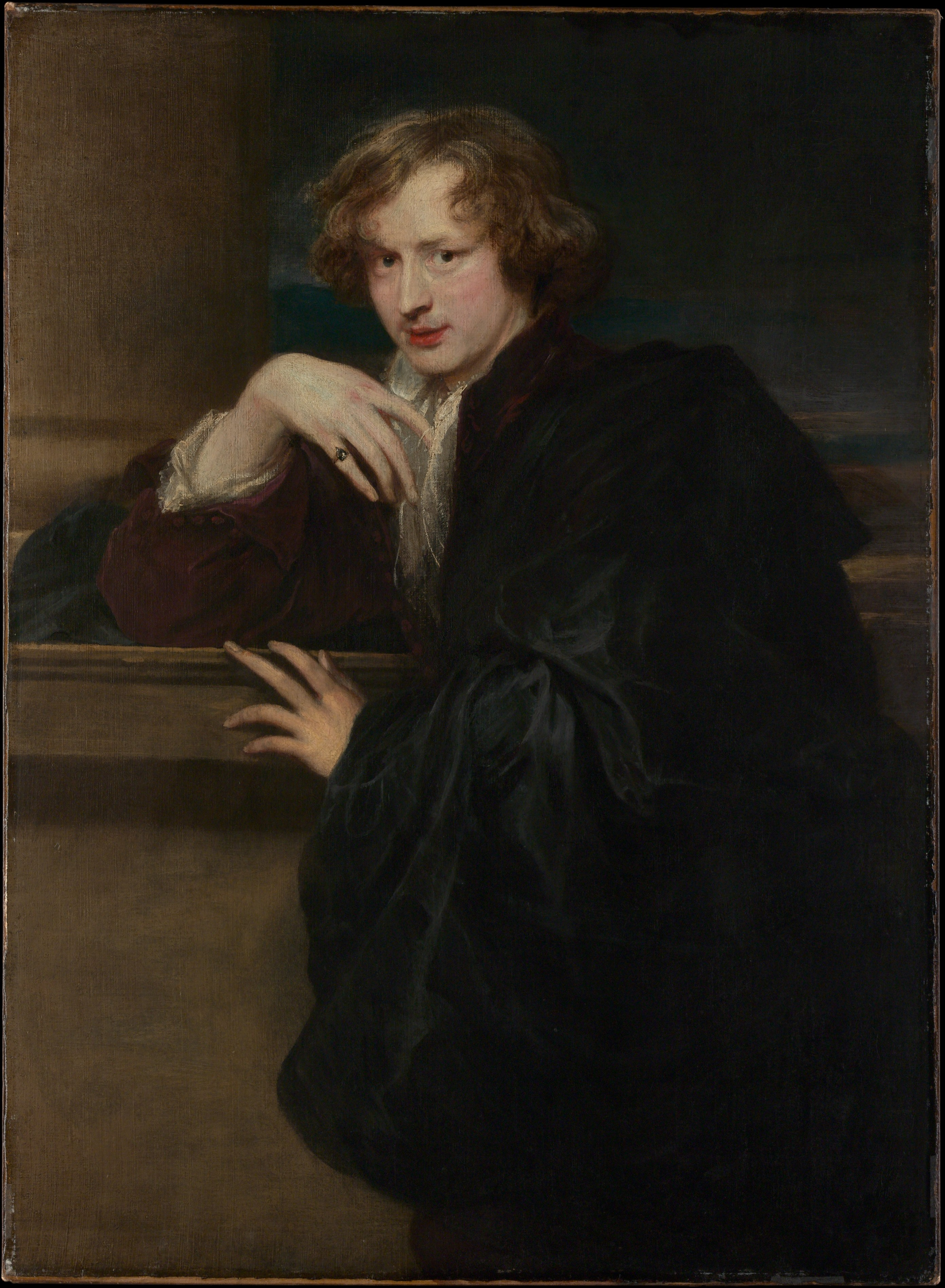
アンソニー・ヴァン・ダイク『自画像』1620年–1621年頃
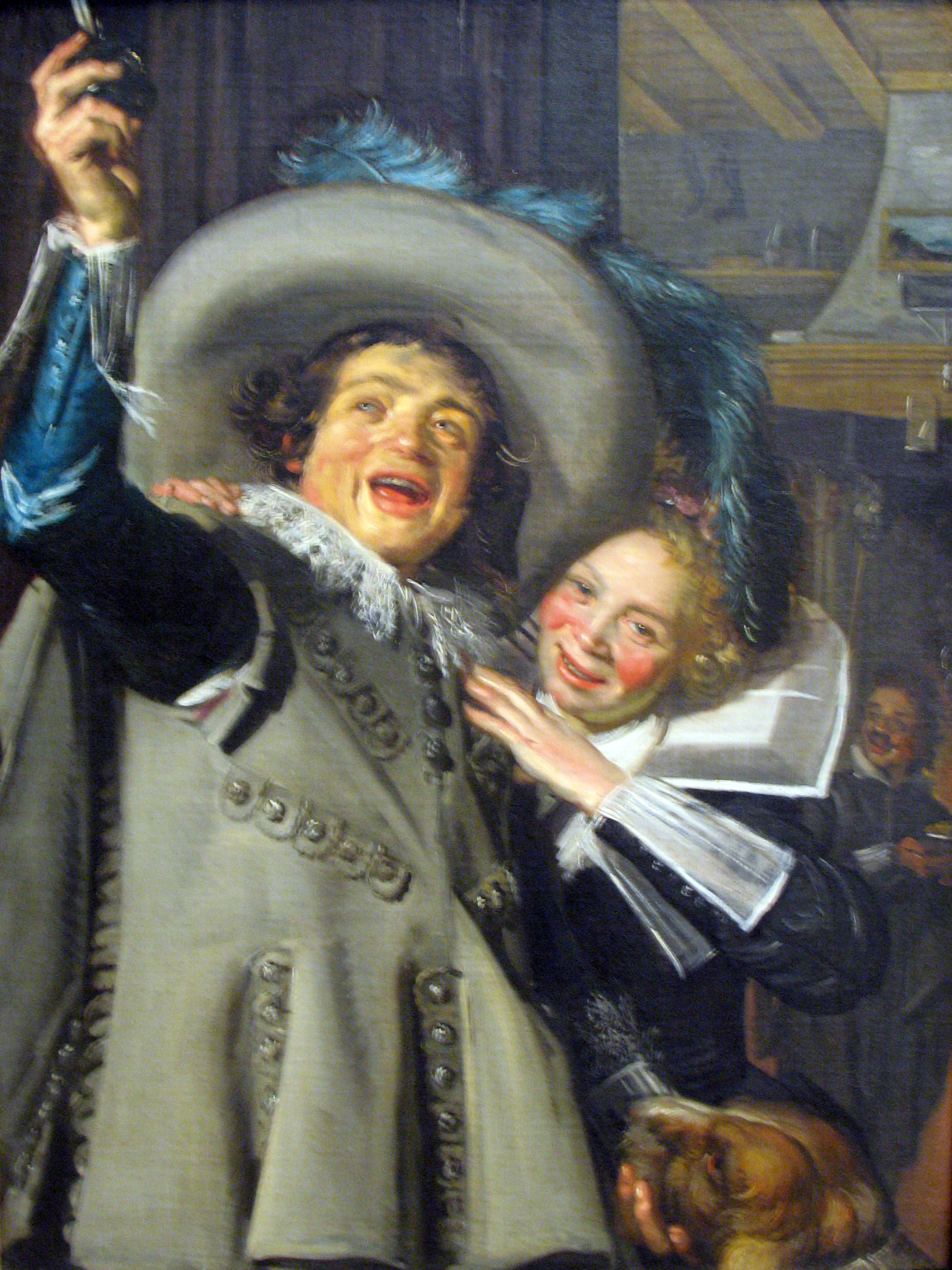
フランス・ハルス『ヨンケル・ランプと恋人』1623年
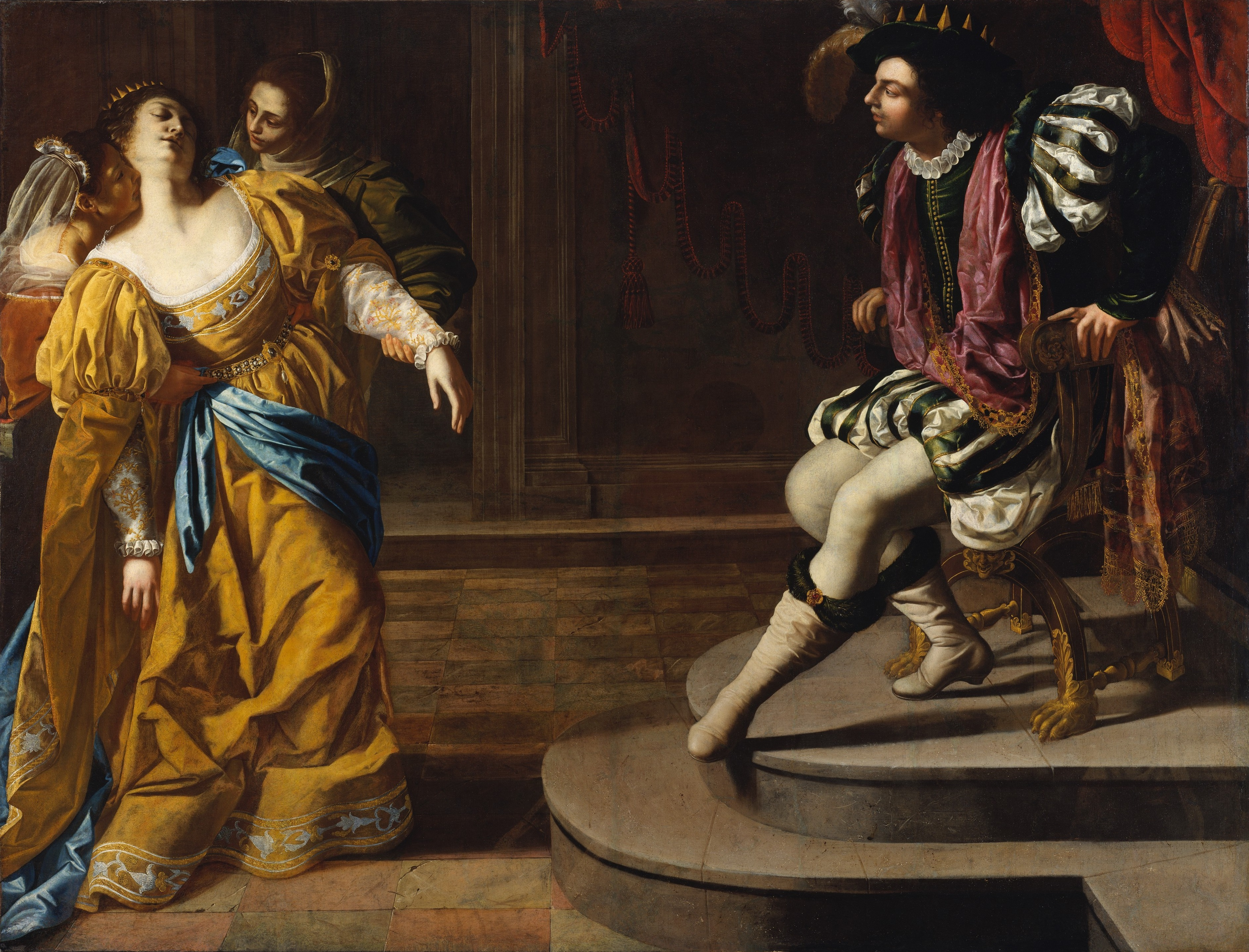
アルテミジア・ジェンティレスキ『アハシュエロス王の前のエステル』1620年代
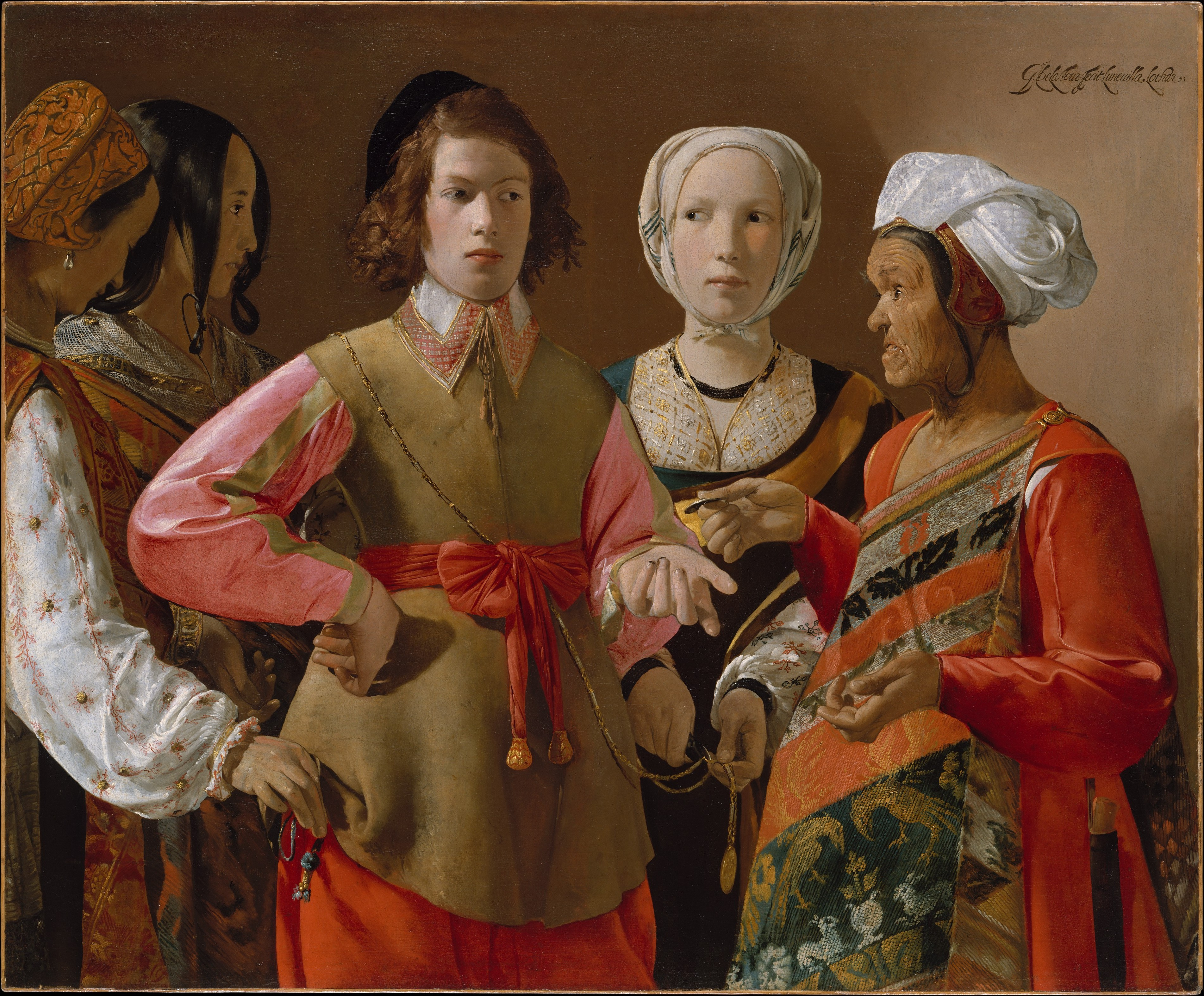
ジョルジュ・ド・ラ・トゥール『女占い師』1632年–1635年頃
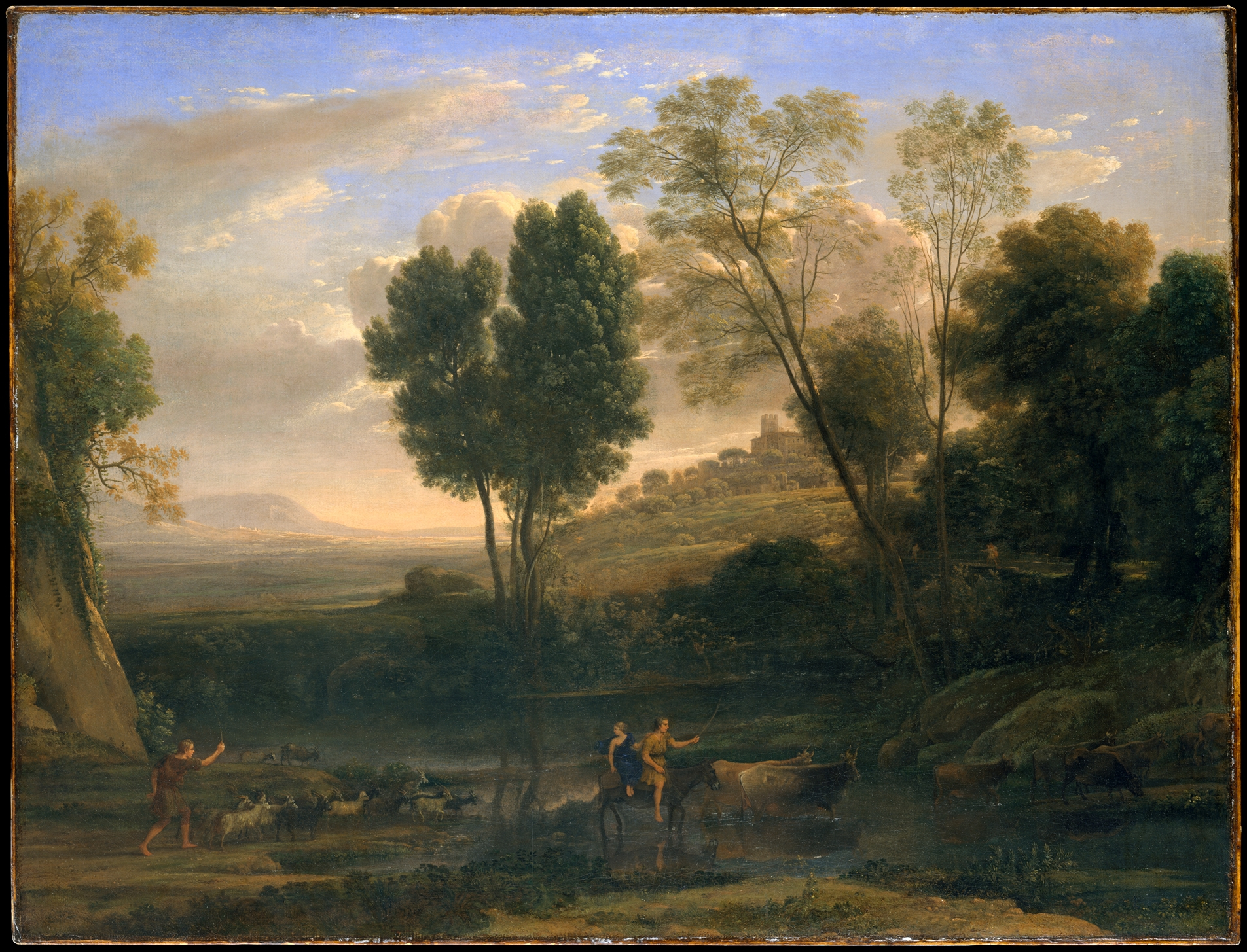
クロード・ロラン『日の出』1646年–1647年
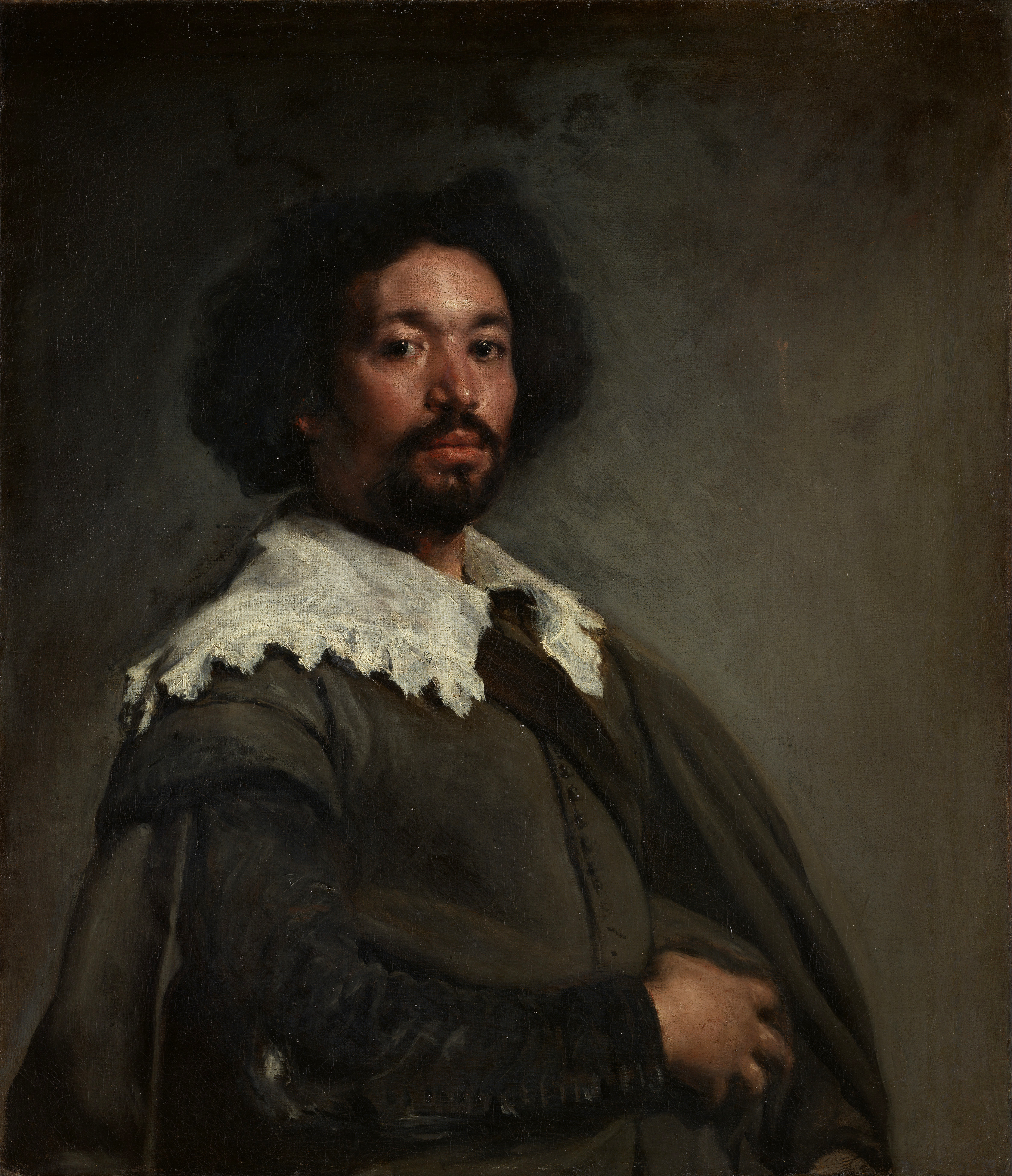
ディエゴ・ベラスケス 『フアン・デ・パレーハの肖像』1650年
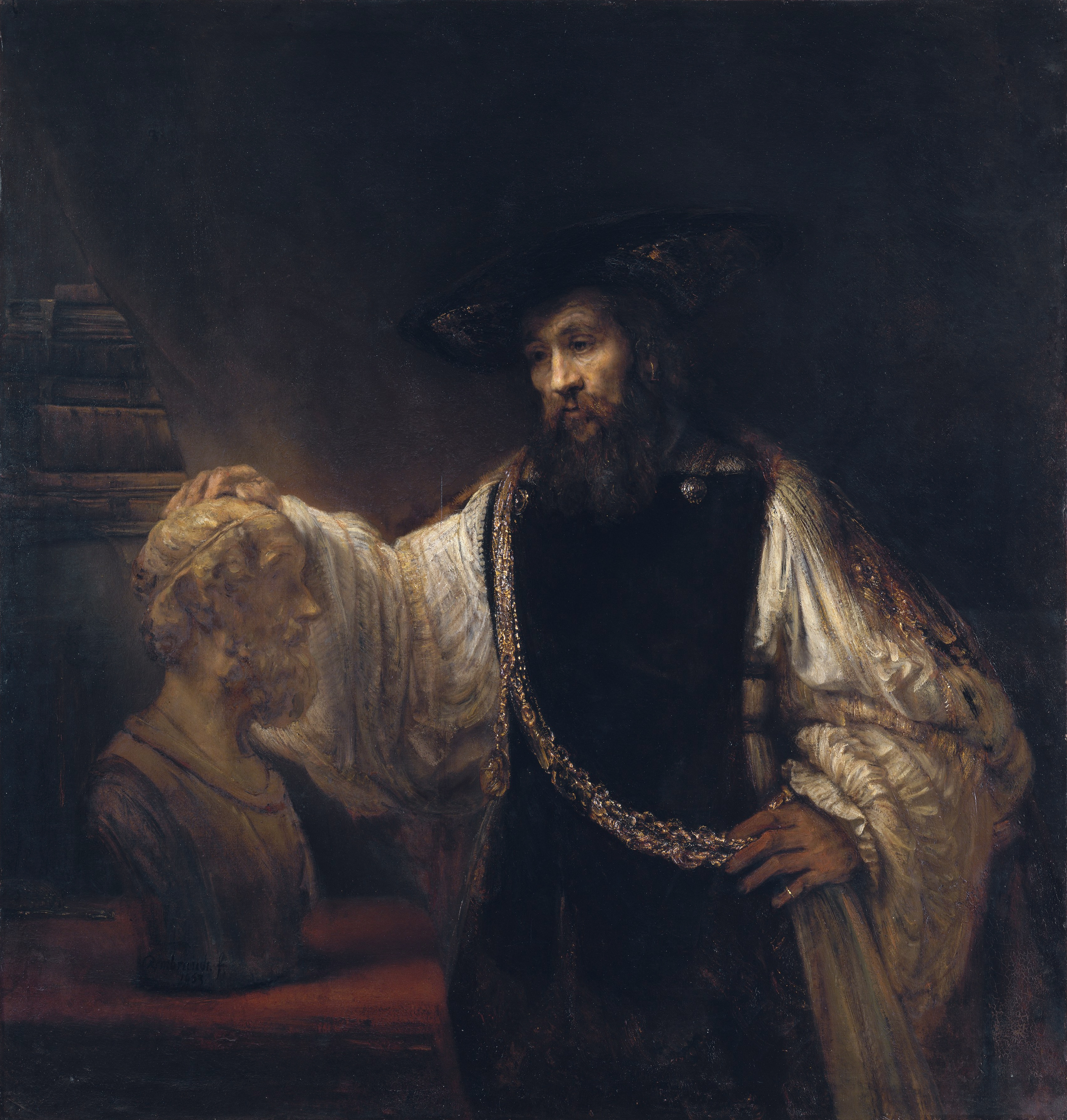
レンブラント・ファン・レイン 『ホメロスの胸像を見つめるアリストテレス』1653年
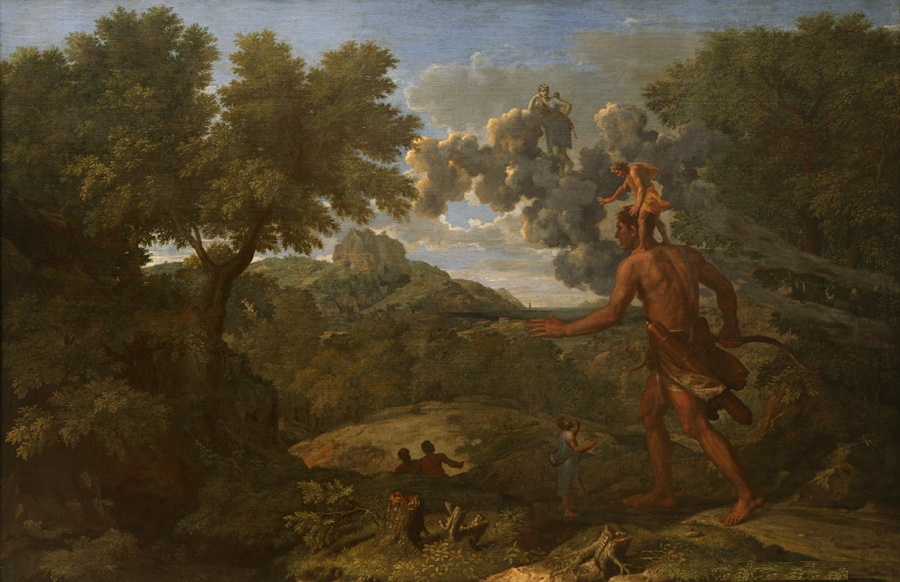
ニコラ・プッサン『日の出を探す盲目のオリオン』1658年
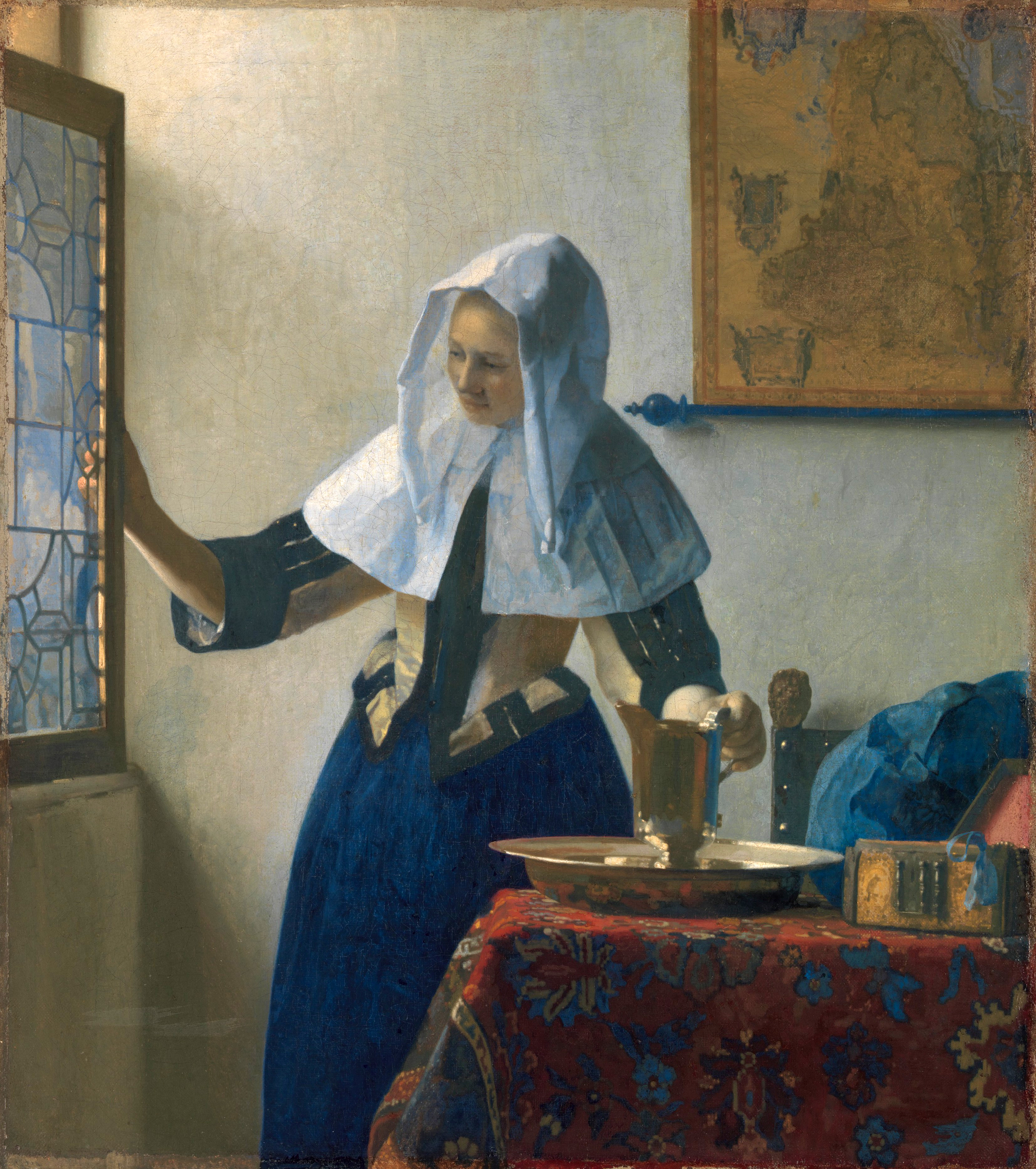
ヨハネス・フェルメール『水差しを持つ女』1662年頃
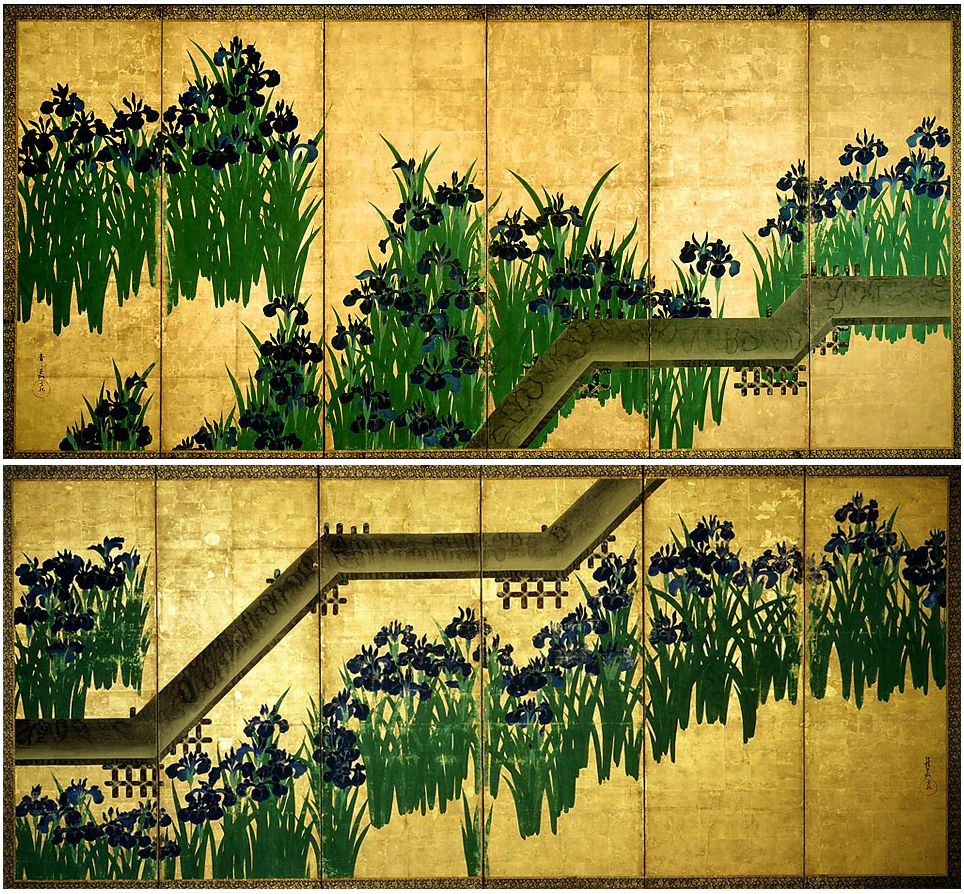
尾形光琳『八橋図屏風』1711年–1714年頃
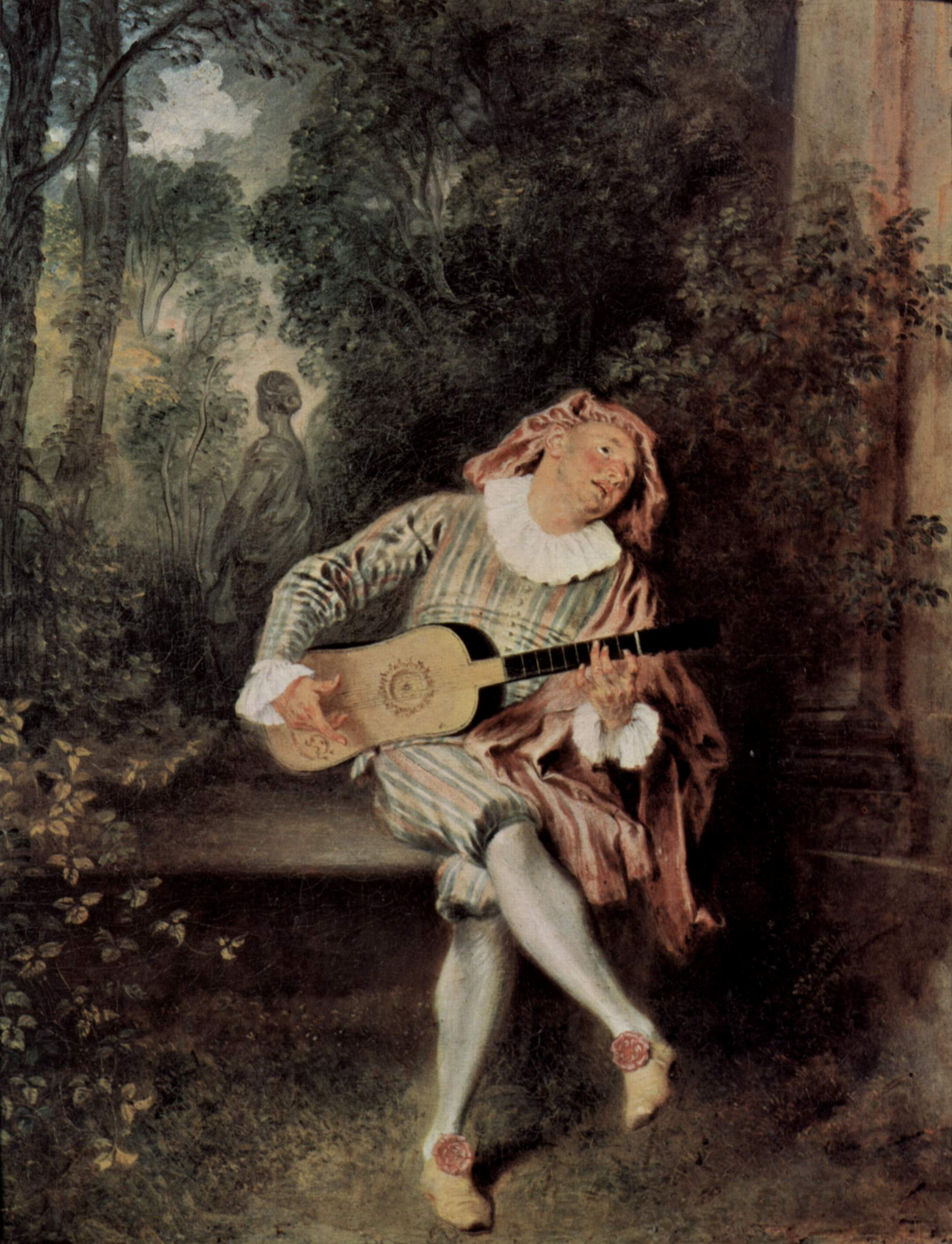
アントワーヌ・ヴァトー『メズタン』1718年-1720年頃
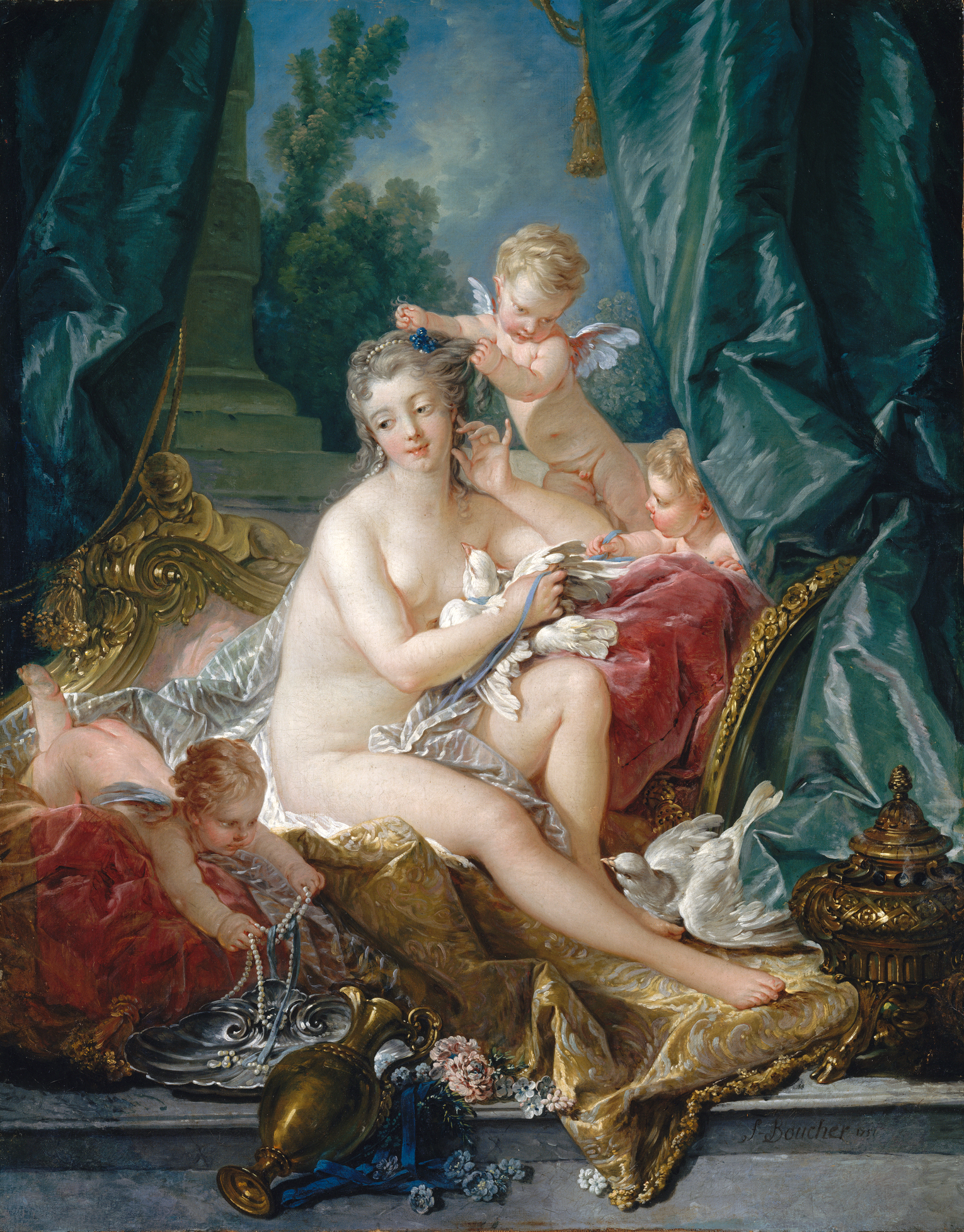
フランソワ・ブーシェ 『ヴィーナスの化粧』1751年
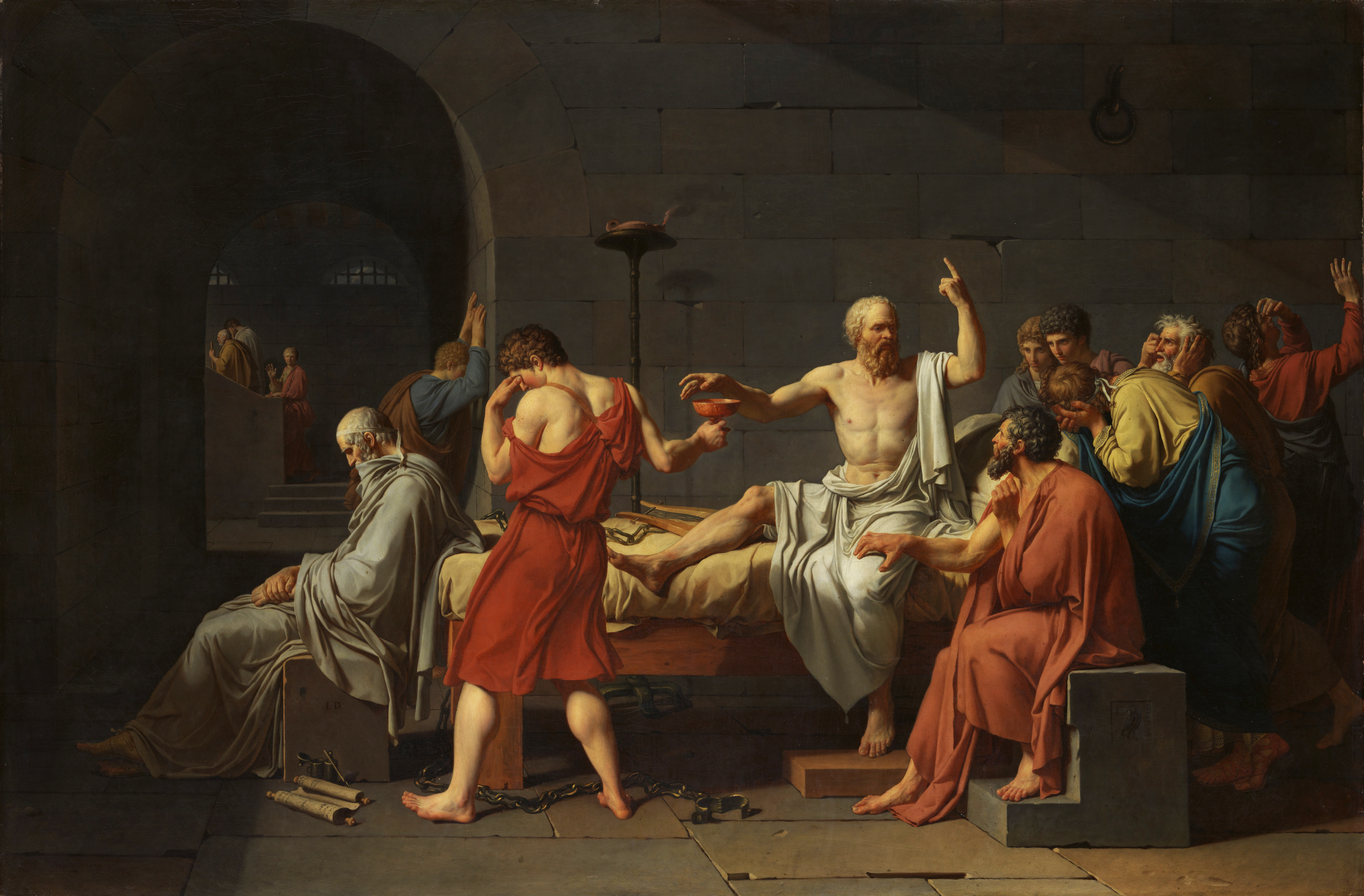
ジャック＝ルイ・ダヴィッド『ソクラテスの死』1787年
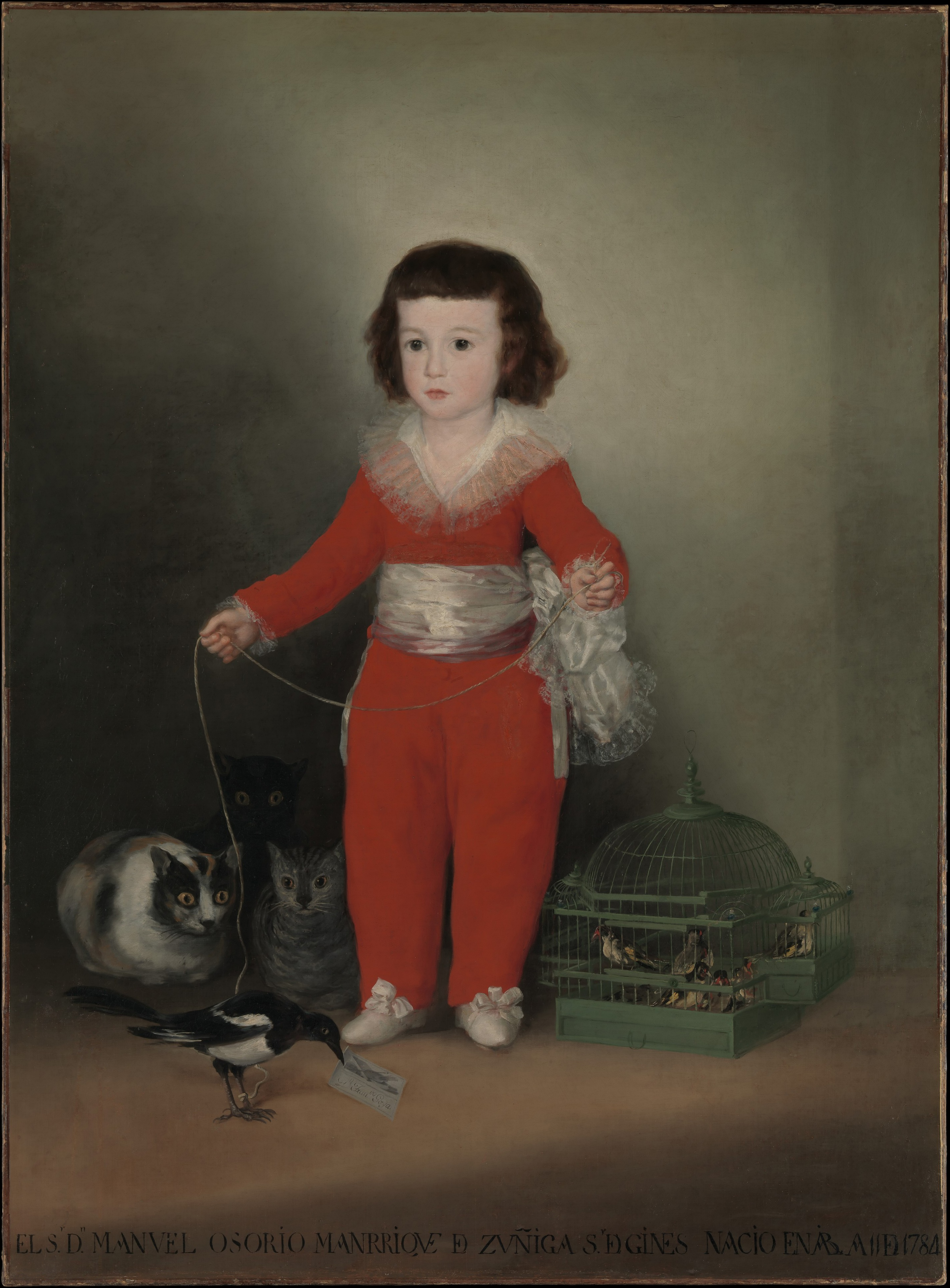
フランシスコ・デ・ゴヤ『マヌエル・オソーリオ・マンリーケ・デ・スニガの肖像』1787年–1788年
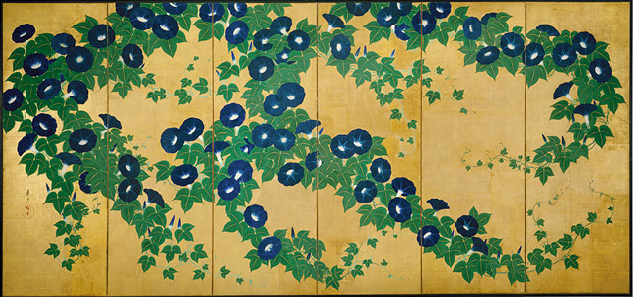
鈴木其一『朝顔図屏風』19世紀前半
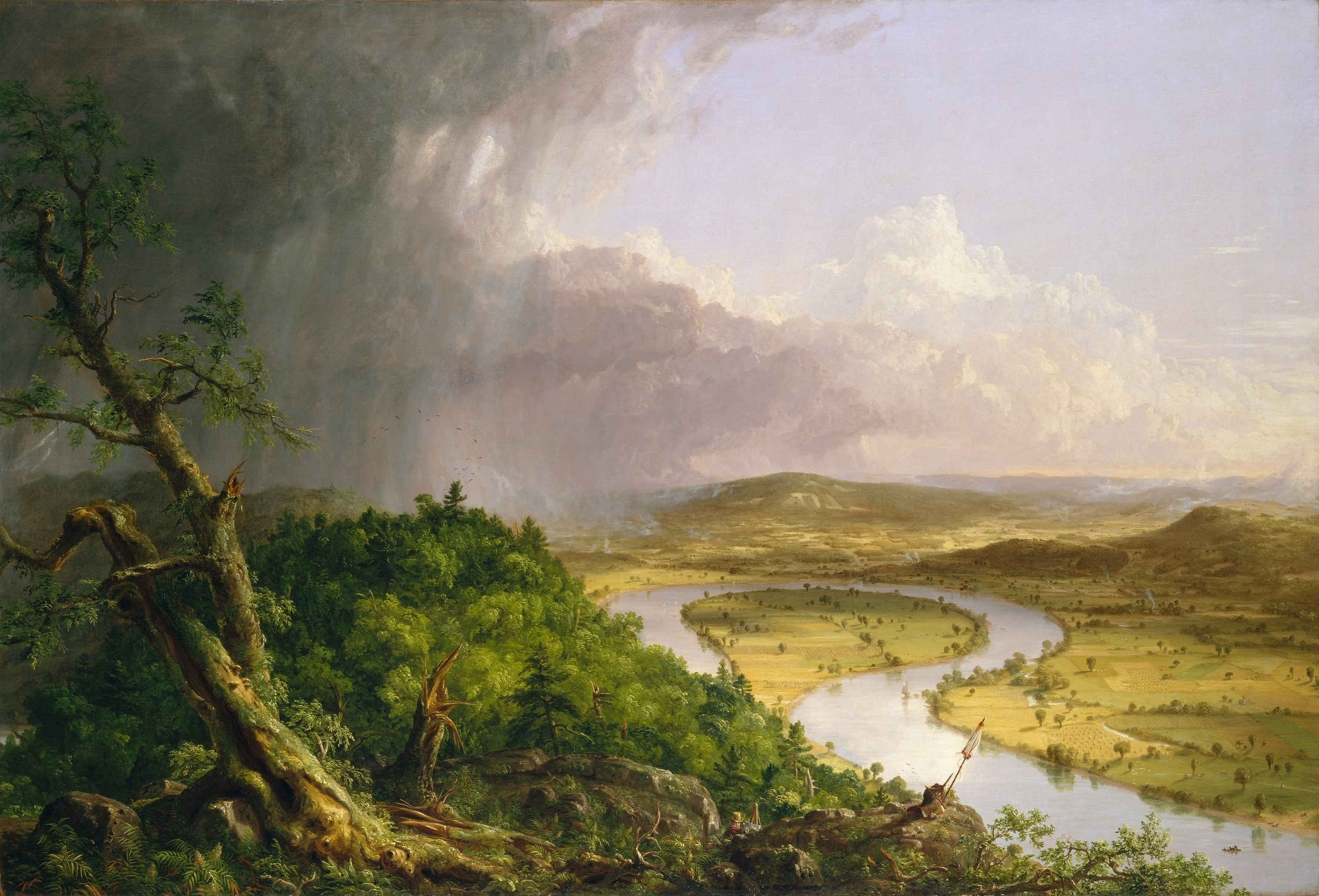
トーマス・コール『オックス・ボウ』1836年
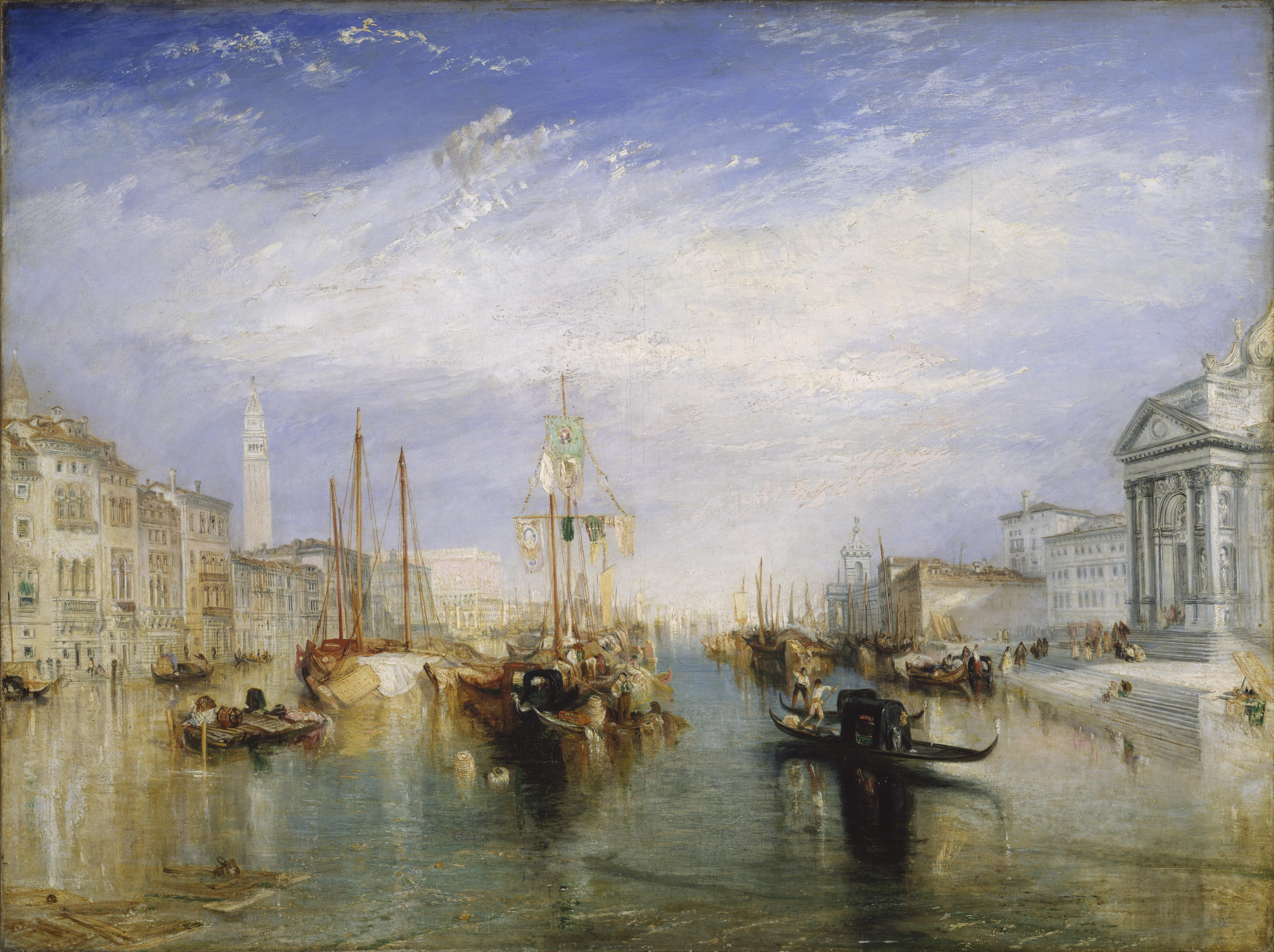
ジョゼフ・マロード・ウィリアム・ターナー『ヴェネツィアの大運河』1850年
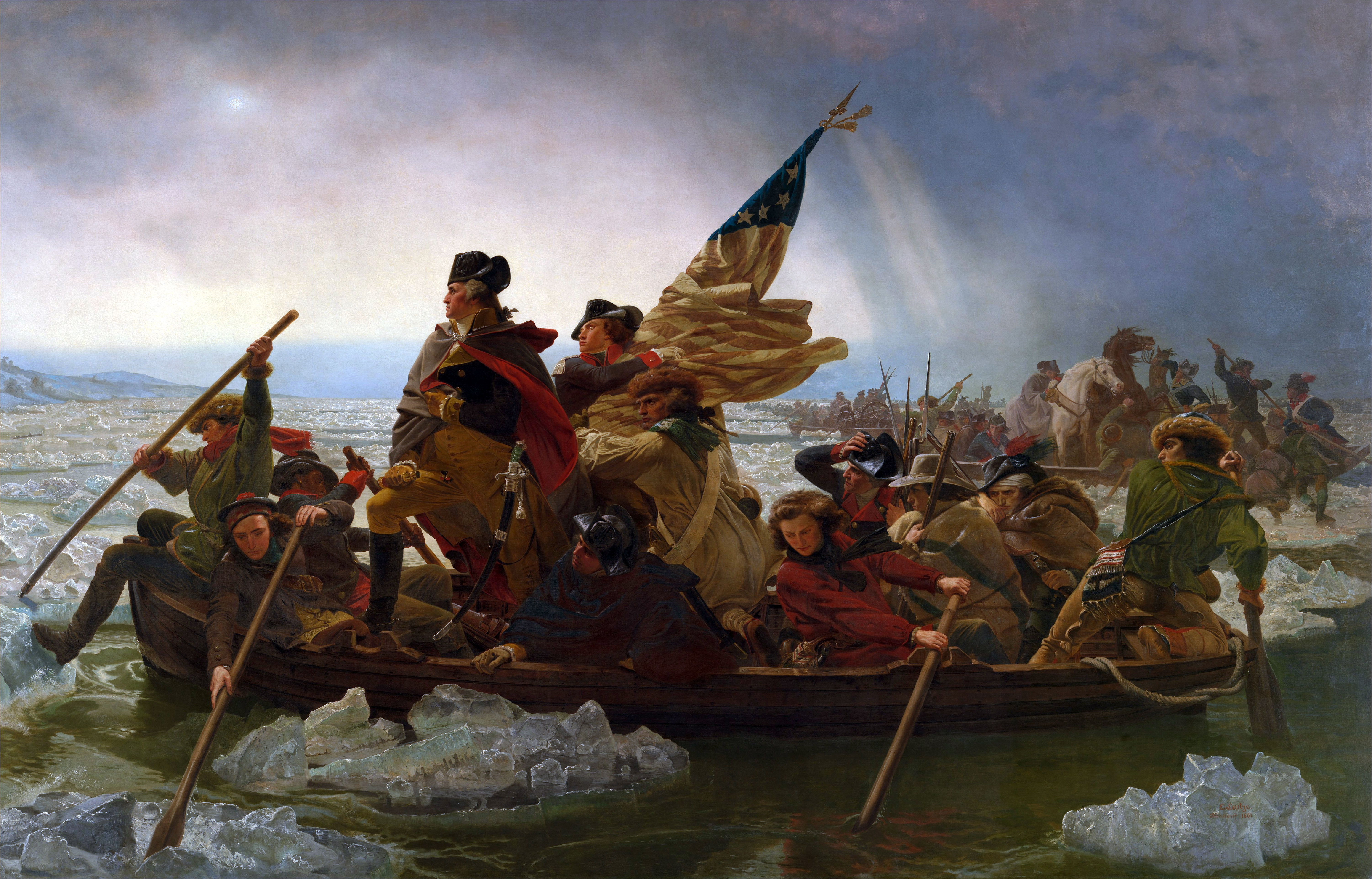
エマヌエル・ロイツェ『デラウェア川を渡るワシントン』1851年
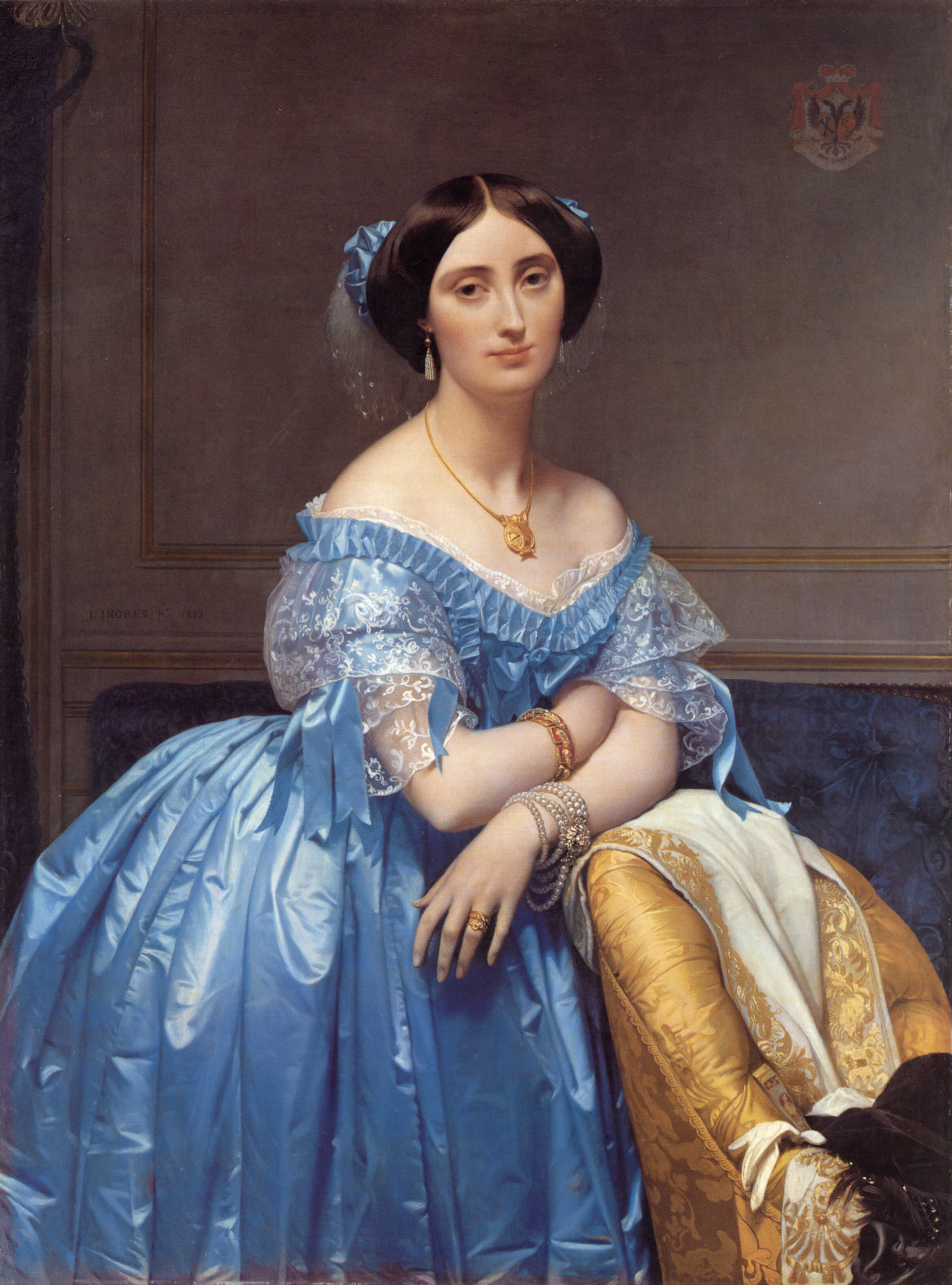
ドミニク・アングル 『ド・ブロリ公爵夫人』1853年
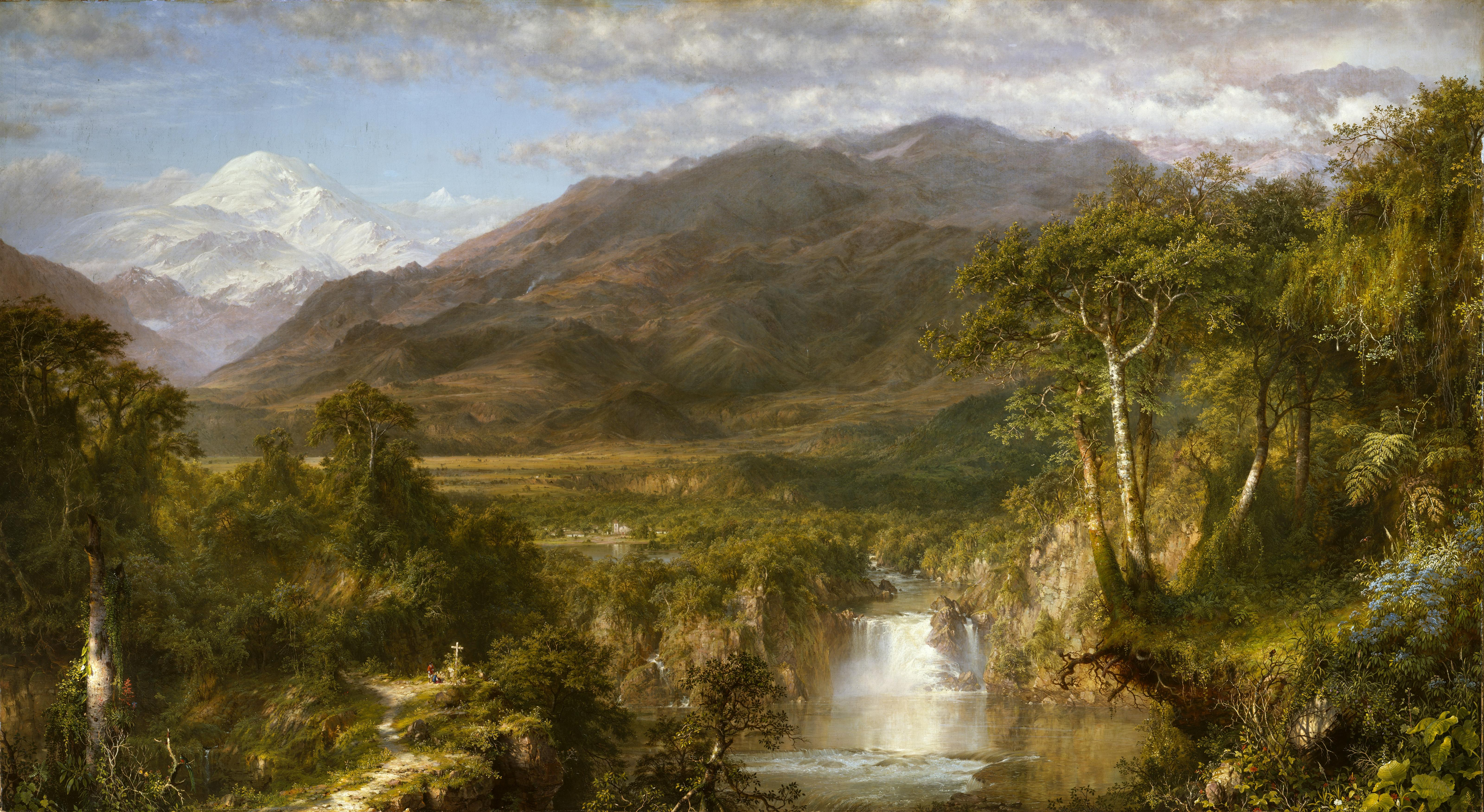
フレデリック・エドウィン・チャーチ『アンデスの中心（英語版）』1859年
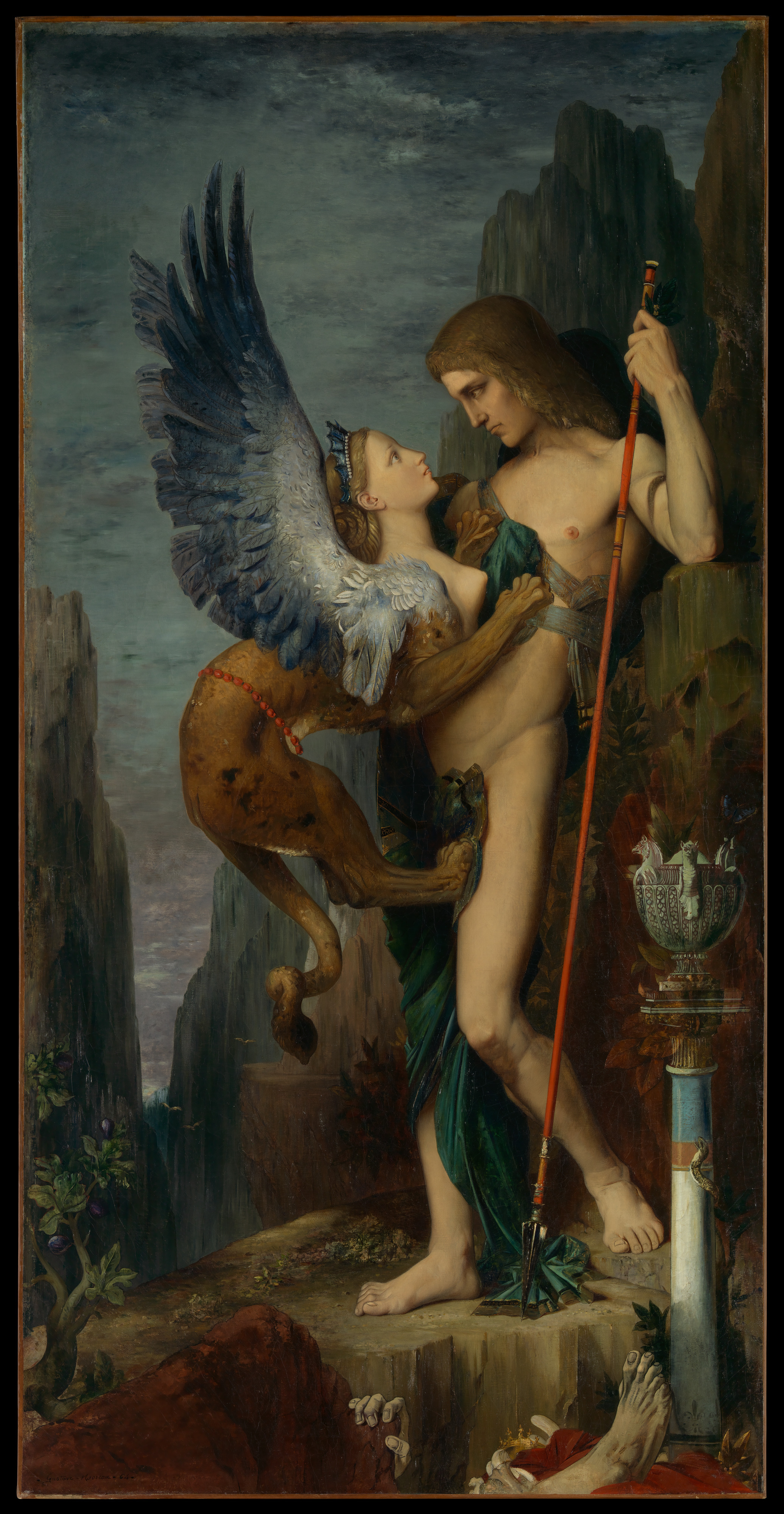
ギュスターヴ・モロー 『オイディプスとスフィンクス』1864年
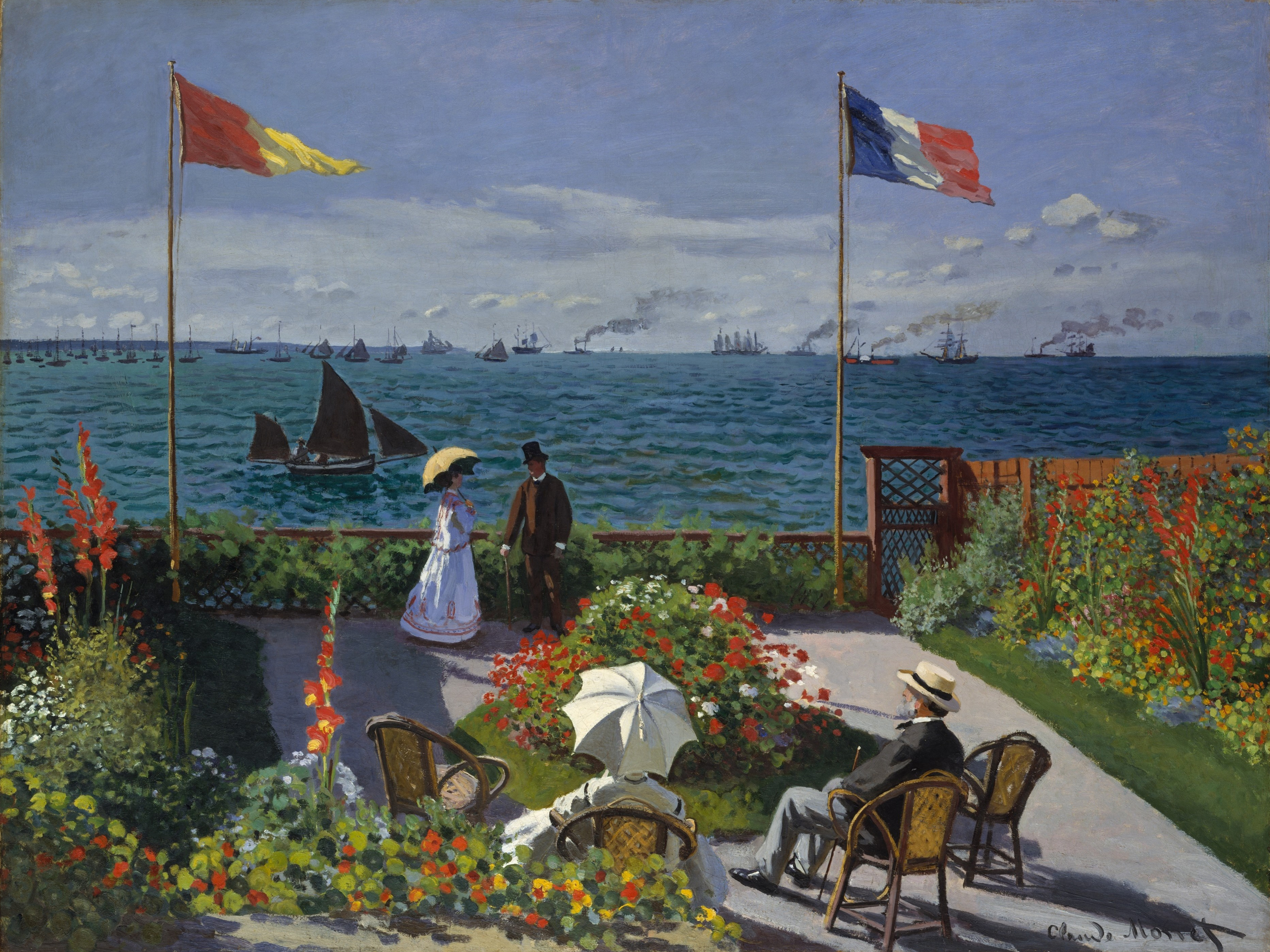
クロード・モネ 『サンタドレスの庭園（英語版）』1866年–1867年
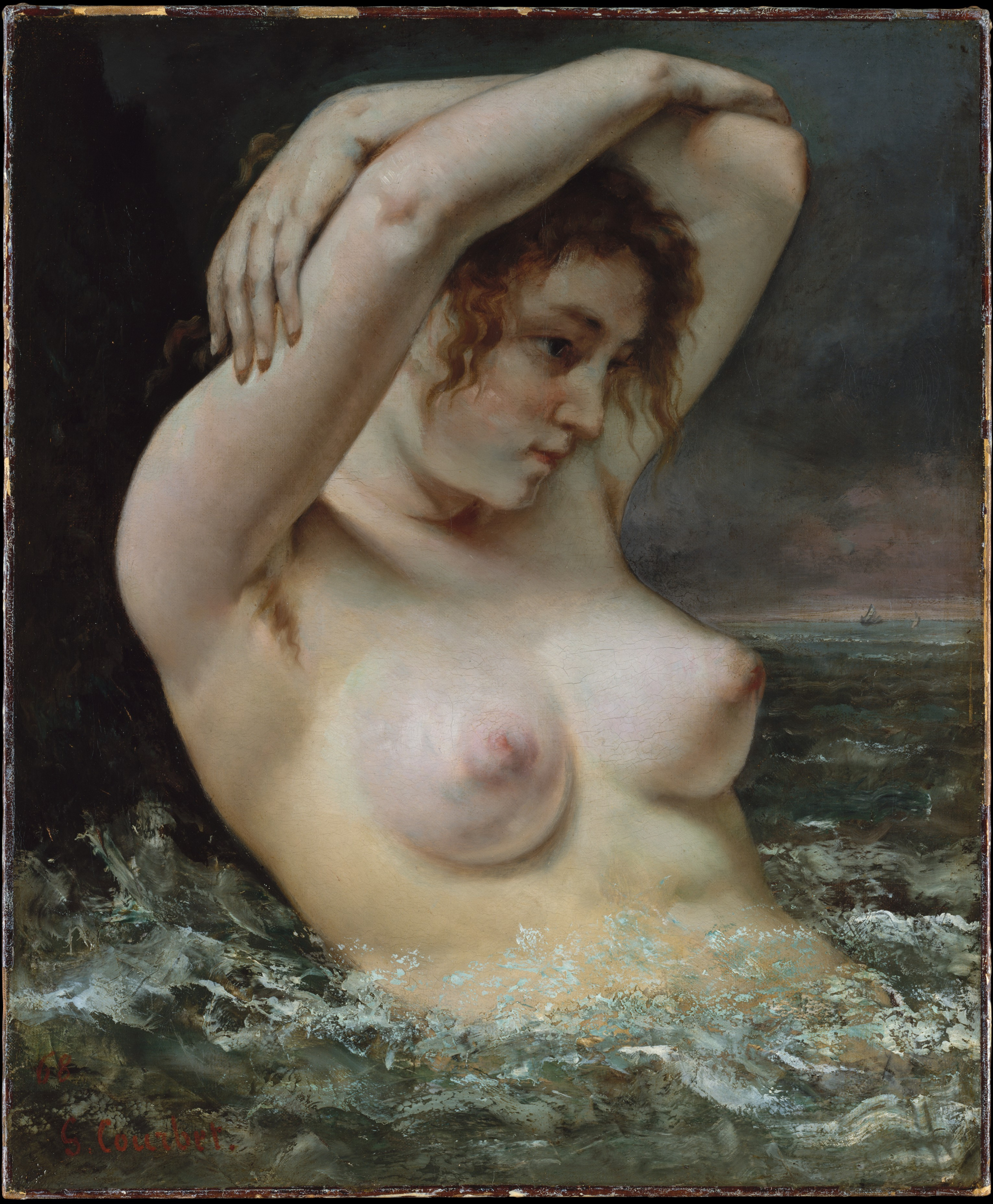
ギュスターヴ・クールベ『波の中の女』1868年
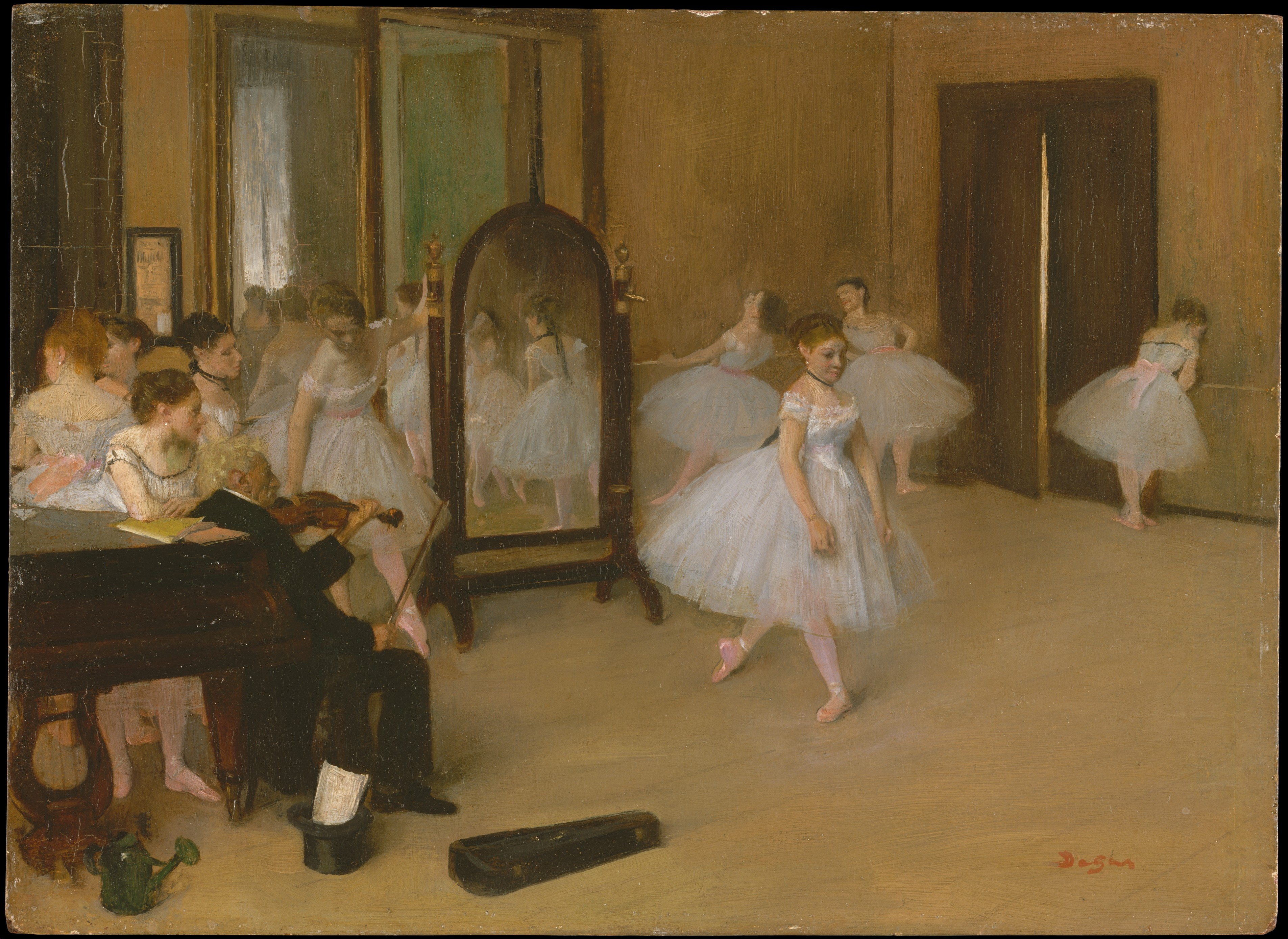
エドガー・ドガ『ダンス教室』1872年
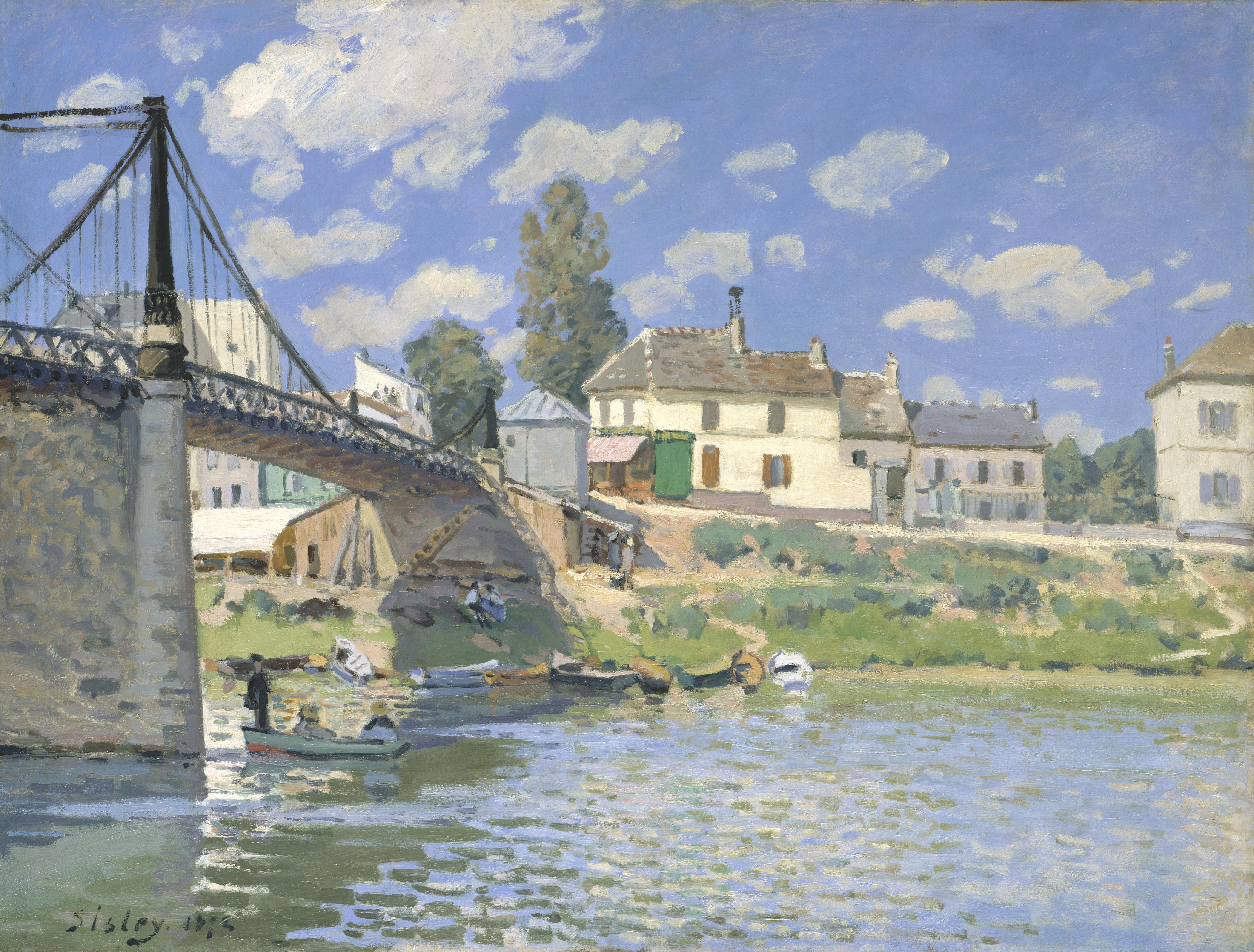
アルフレッド・シスレー『ヴィルヌーヴ＝ラ＝ガレンヌの橋』1872年
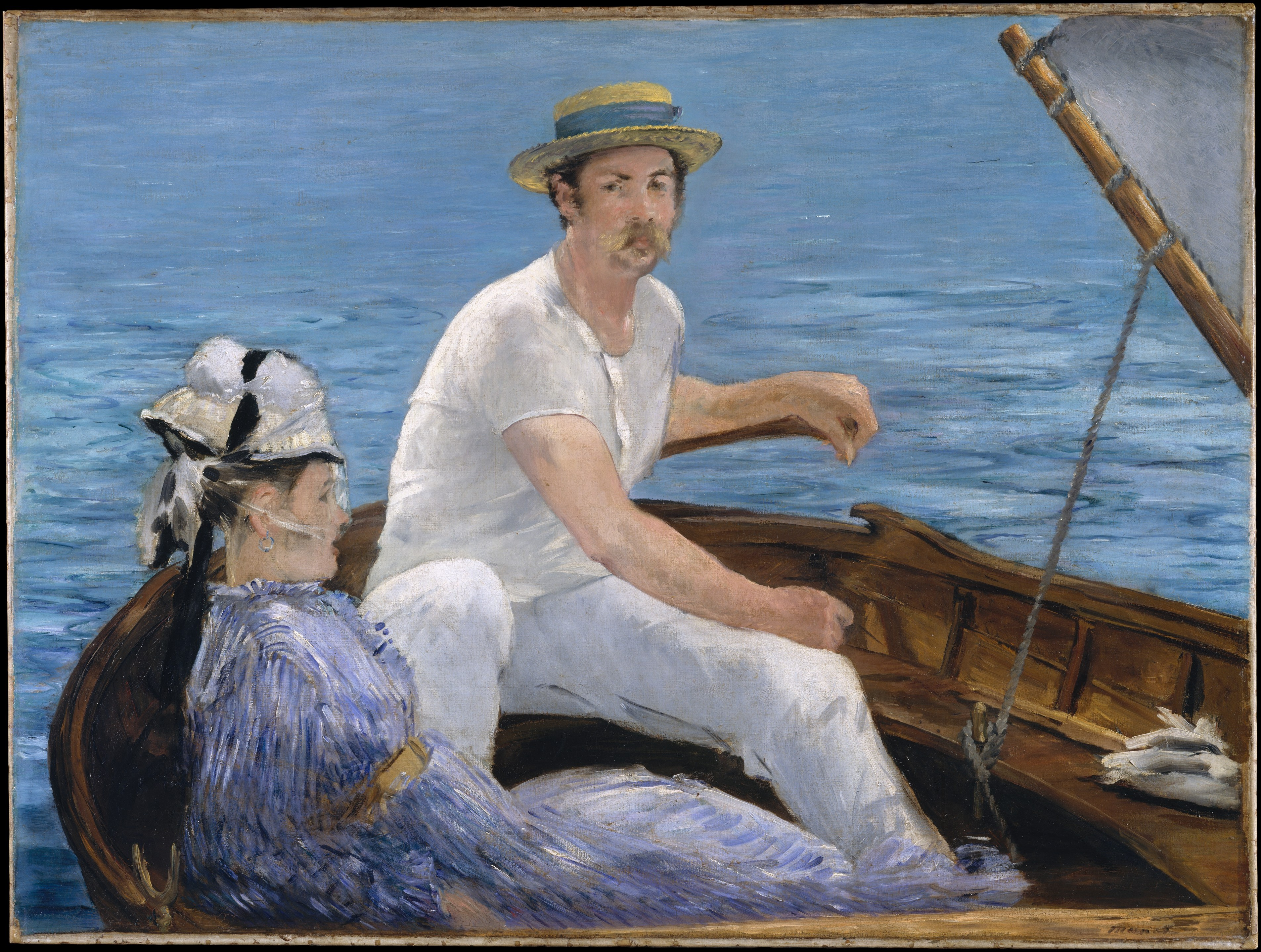
エドゥアール・マネ『ボート遊び』1874年
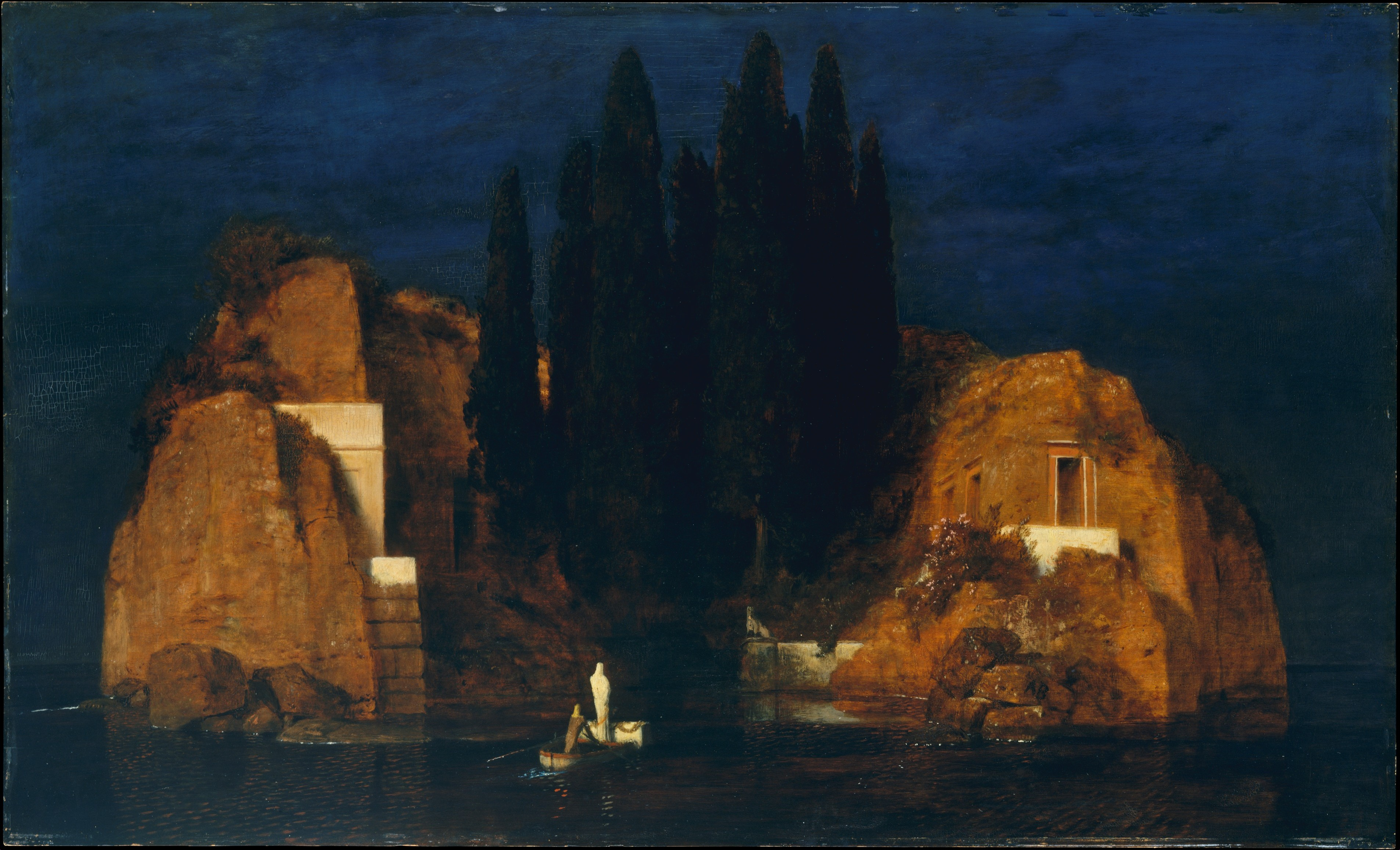
アルノルト・ベックリン『死の島』1880年
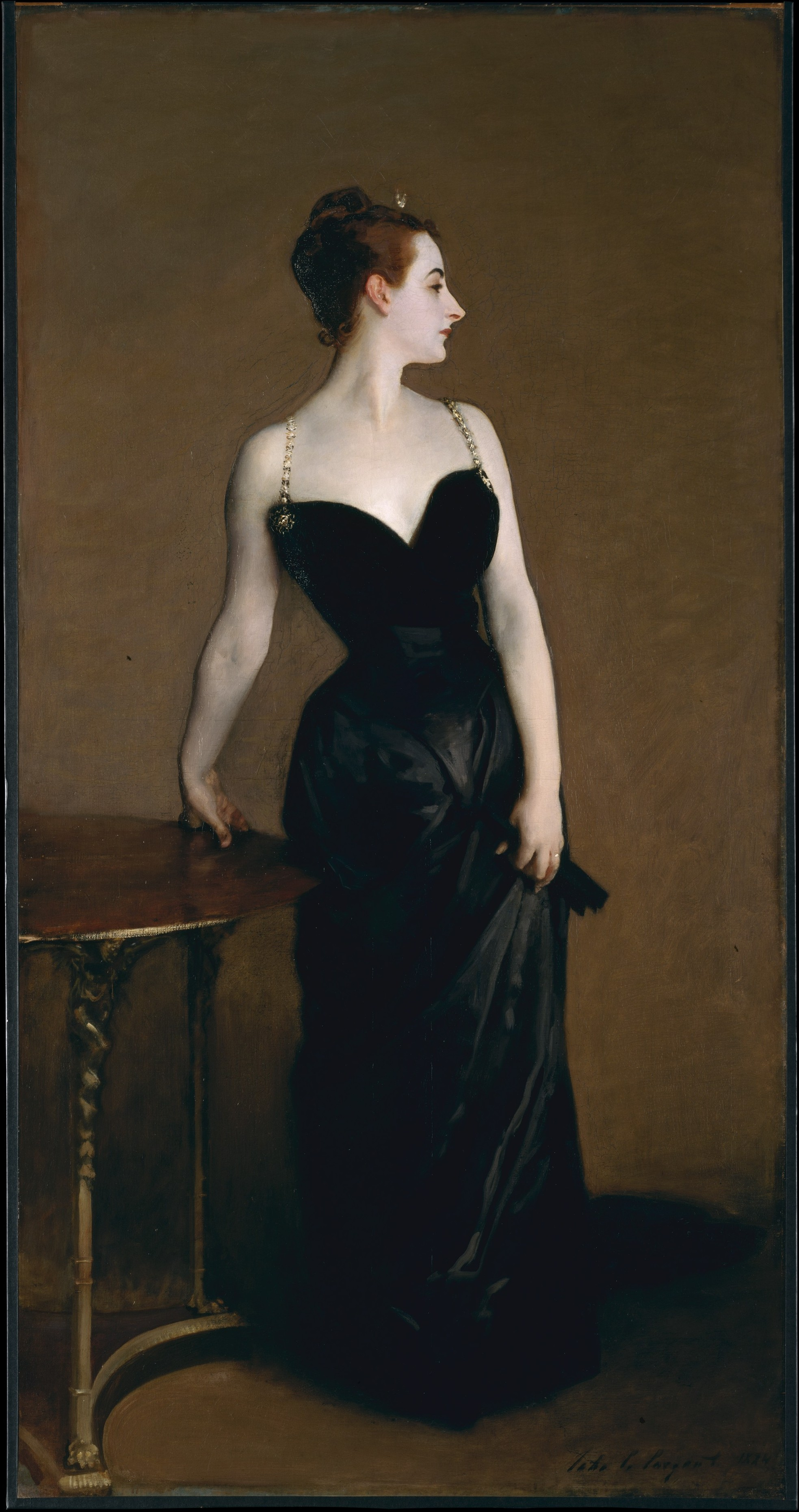
ジョン・シンガー・サージェント『マダムXの肖像』1883年-1884年
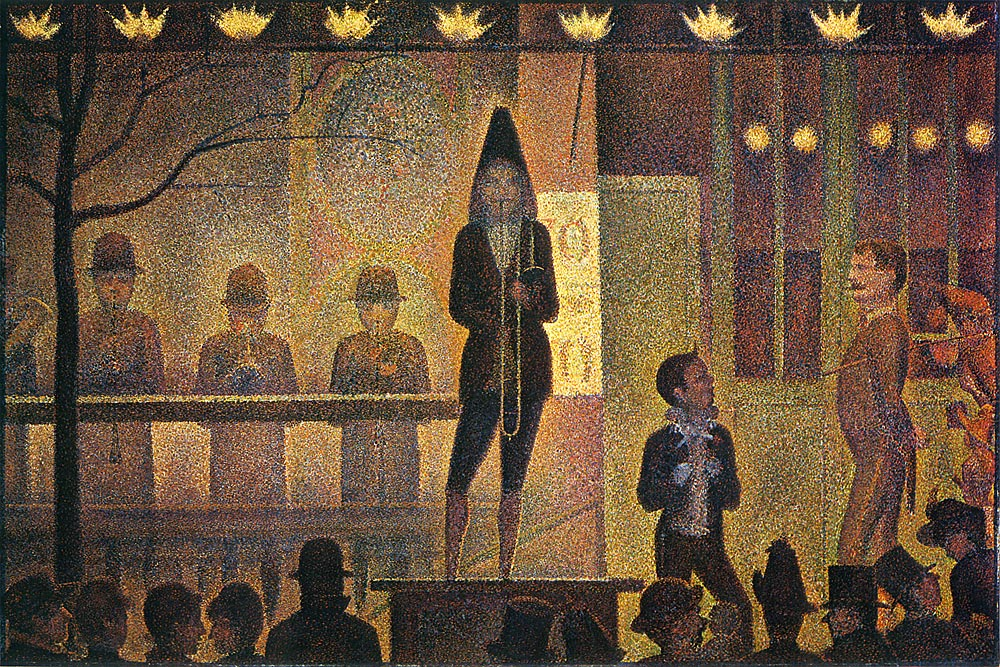
ジョルジュ・スーラ 『サーカスの客寄せ』1887年–1888年
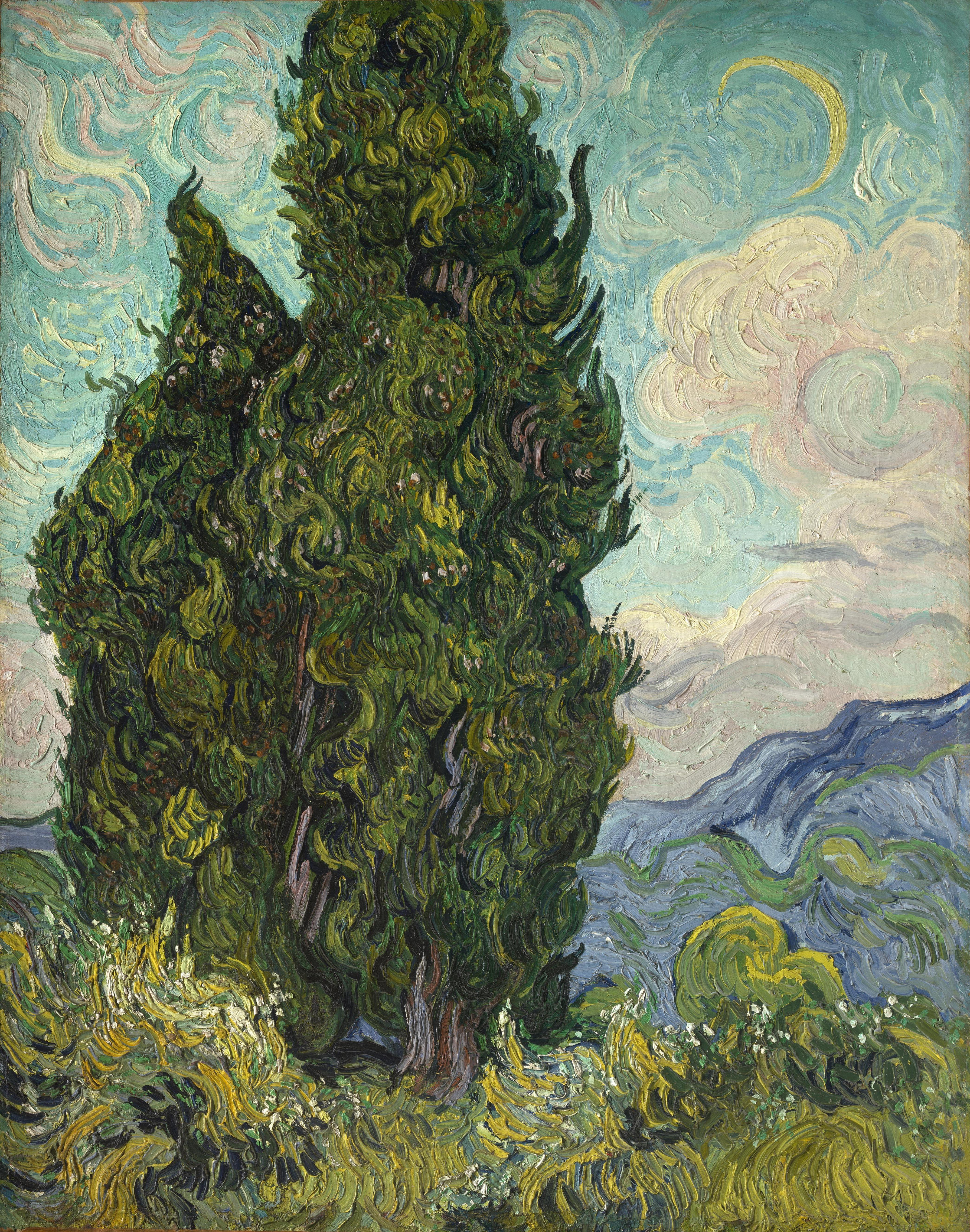
フィンセント・ファン・ゴッホ『糸杉（フランス語版）』1889年
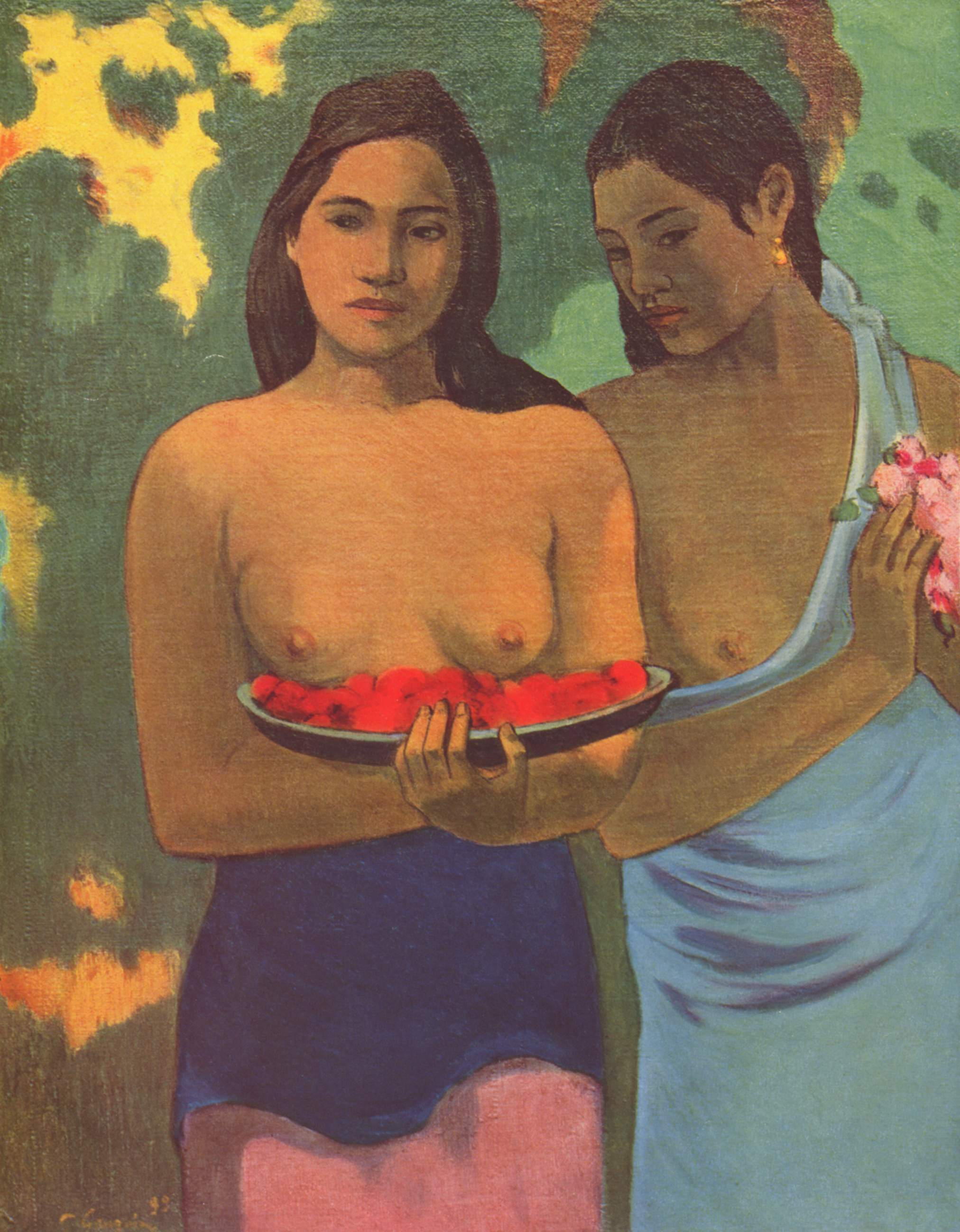
ポール・ゴーギャン 『二人のタヒチの女（英語版）』1889年
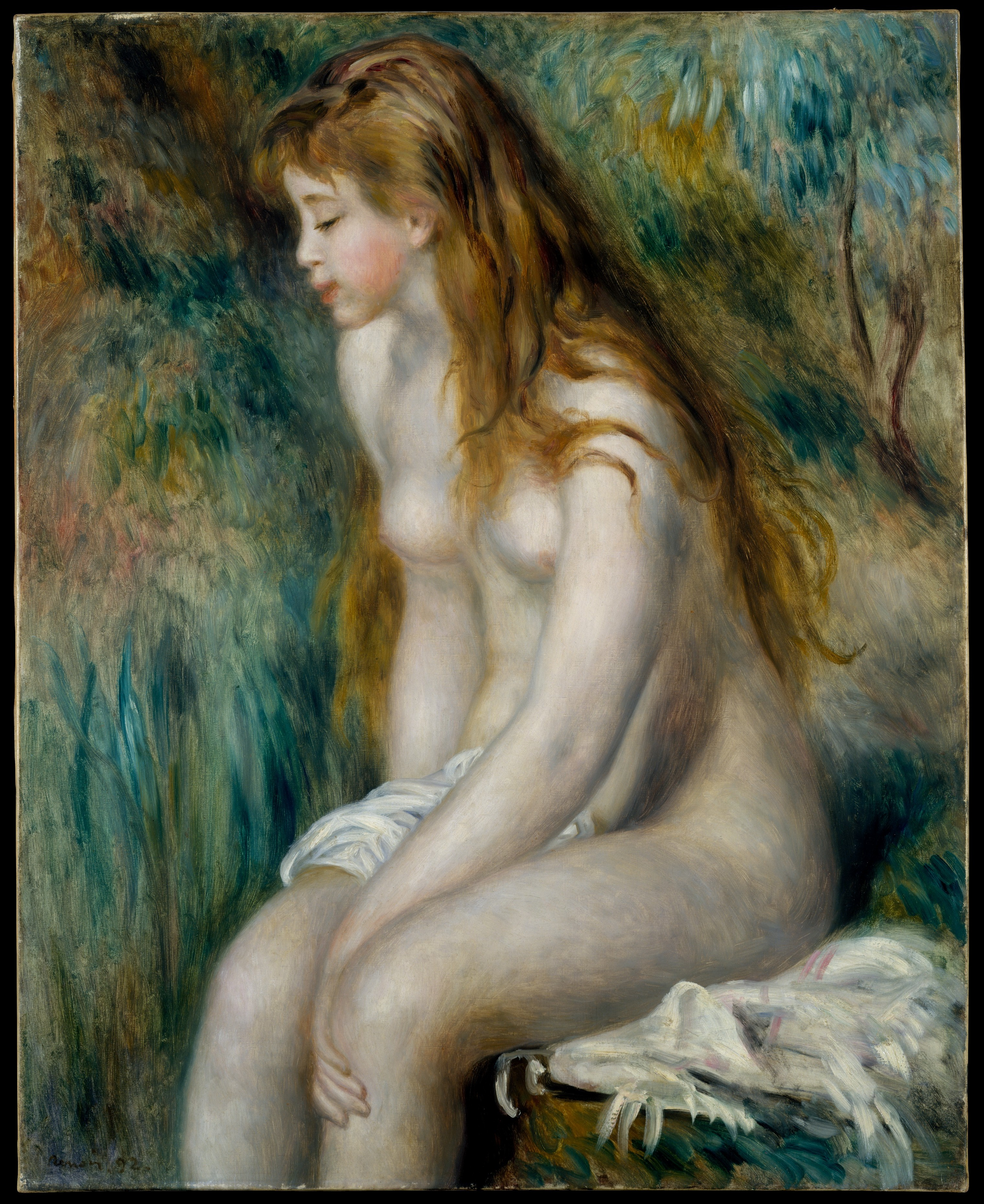
ピエール＝オーギュスト・ルノワール『若い女の子の入浴』1892年
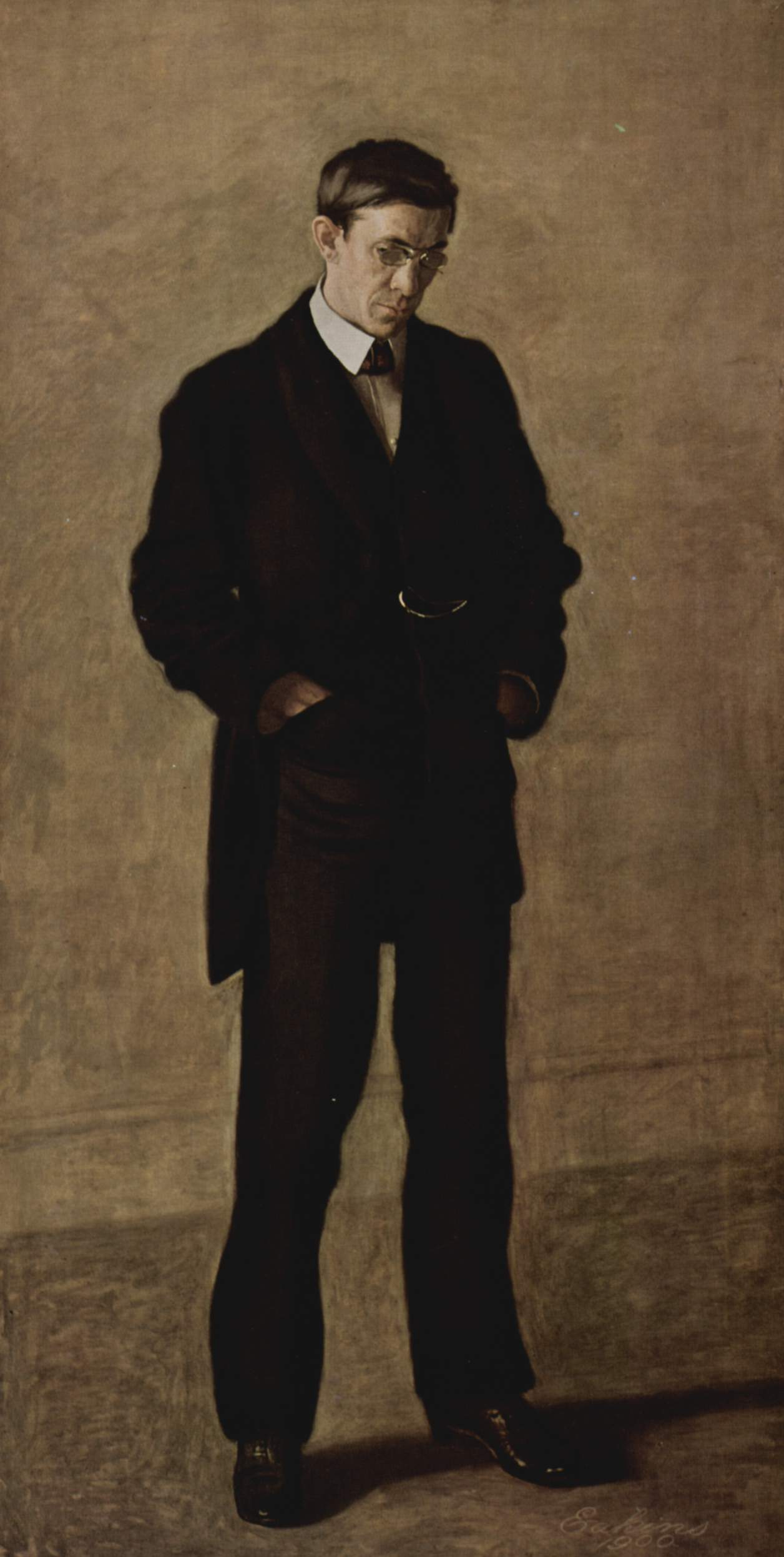
トマス・エイキンズ 『考える人』1900年
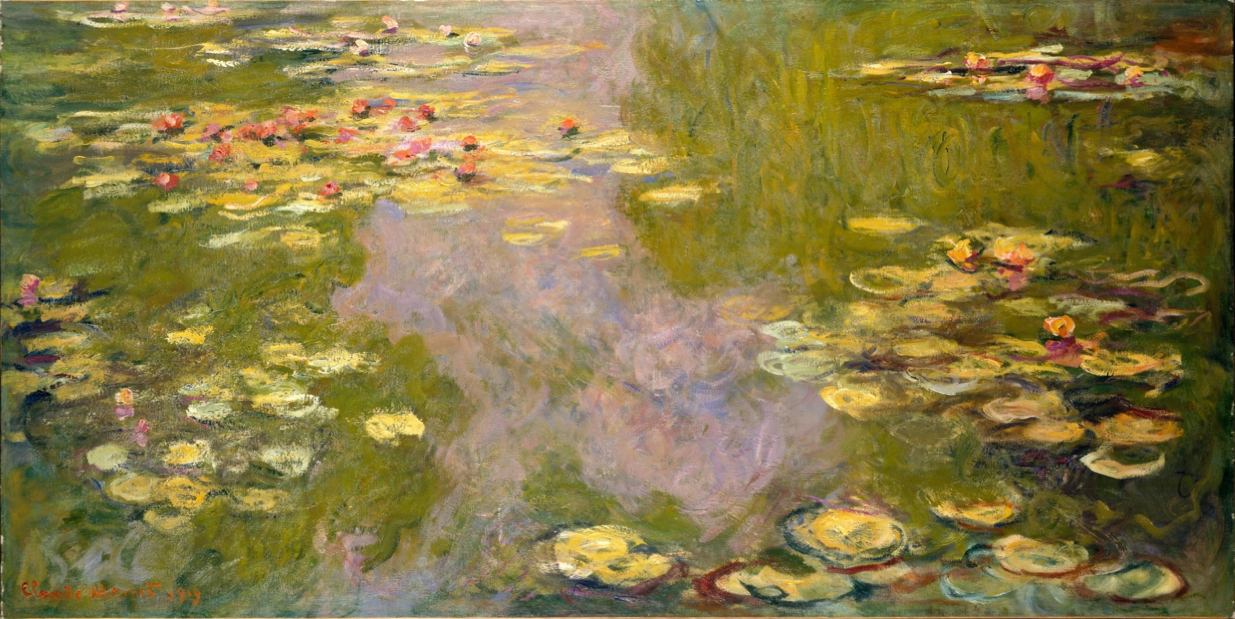
クロード・モネ『睡蓮』1919年

## 分館
クロイスターズ美術館マンハッタン北部のフォート・トライオン・パークの丘の上に建つ。フランスとスペインの廃僧院を解体移送して再構築した館内には中世ヨーロッパ美術が展示されている。